# Giro d'Itàlia de 2013
El Giro d'Itàlia de 2013 és la noranta-sisena edició del Giro d'Itàlia i es disputà entre el 4 i el 26 de maig de 2013, amb un recorregut de 3.405,3 km distribuïts en 21 etapes, dues d'elles contrarellotge individual i una per equips. Aquesta era la quinzena prova de l'UCI World Tour 2013. La sortida de la cursa es va fer a Nàpols i l'arribada a Brèscia.
El Giro d'Itàlia del 2013 quedà marcat pel mal temps que van patir els corredors, amb pluja, fred i neu, que obligaren a retallar diverses etapes i suprimir l'etapa reina amb final a Val Martello. L'italià Vincenzo Nibali (Astana Qazaqstan Team) fou el clar dominador de la cursa i aconseguí la victòria amb 4' 43" sobre el colombià Rigoberto Urán (Team Sky) i gairebé sis minuts sobre l'australià Cadel Evans (BMC Racing Team), tercer a la general.
En les classificacions secundàries Mark Cavendish (Omega Pharma-Quick Step) guanyà la Classificació per punts, així com cinc victòries d'etapa. Per la seva banda Stefano Pirazzi (Bardiani Valvole-CSF Inox) guanyà la classificació de la muntanya i el colombià Carlos Betancur (AG2R La Mondiale) la classificació dels joves. El Team Sky fou el vencedor de la classificació per equips per temps i el Movistar Team de la classificació per equips per punts.

## Recorregut
El Giro d'Itàlia de 2013 s'inicia amb una curta etapa plana pels voltants de Nàpols, per seguir amb una contrarellotge per equips de 17,4 km a l'illa d'Ischia. Tot seguit arriben dues etapes complicades, la tercera amb un port de 3a categoria a manca de 20 km, i la quarta amb una llarga ascensió de 12,75 km a manca de tan sols 5 km. Dues etapes sense dificultats aparents donen lloc a la setena etapa, amb quatre ports en els darrers 50 km i un recorregut sense ni un sol quilòmetre pla.
La vuitena etapa és la contrarellotge individual llarga d'aquesta edició, amb 55,5 km i un darrer quilòmetre amb rampes que superen l'11% de desnivell; mentre en la novena, de camí cap a Florència, els ciclistes hauran d'enfrontar-se al primer port de primera categoria. Després de la primera jornada de descans el recorregut afronta dues arribades consecutives en alt, primer amb una etapa d'alta muntanya amb arribada a Altopiano del Montasio, un port de primera categoria de més de 10 km de llarg i rampes que arriben al 20% de desnivell; i l'endemà a Vajont, un port de 3a categoria. Dues etapes planes donen pas a un nou bloc de muntanya. Primer una curta etapa, però amb molts quilòmetres d'ascensió, passant per Sestrieras i final a Jafferau. La 15a etapa suposa el pas cap a França a través del coll de Mont-Cenis i superant també el coll de Télégraphe per acabar al cim del Galibier.
Després del segon dia de descans la cursa torna a Itàlia pel coll de Mont-Cenis i una petita cota a manca de 15 km de l'arribada a Ivrea. Una etapa plana precedirà les darreres etapes de muntanya a la zona de les Dolomites. La 18a etapa és una cronoescalada amb arribada a Polsa, una llarga ascensió de 19 km i un desnivell mitjà del 5,7%. Les dues següents etapes són les més dures de la cursa. La 19a etapa sols té 139 km, però els ciclistes hauran de superar el Gavia, l'Stelvio (Cima Coppi) i final en alt a Val Martello. En la 20a etapa els ciclistes hauran de superar cinc colls de muntanya, entre els quals el Pas de Giau i arribada als Tre Cime dil Lavaredo. La cursa acaba amb una etapa plana a Brèscia.

## Equips participants
L'organitzador RCS Sport anuncià el 8 d'octubre de 2012 la presència de l'equip GW Erco Shimano, vencedor de la copa d'Itàlia de ciclisme en ruta del 2012. Posteriorment, el 8 de gener de 2013 l'RCS Sport anuncià la selecció dels tres darrers equips que havien de prendre-hi part: el Bardiani Valvole-CSF Inox, el Colombia i el Vini Fantini-Selle Italia. Per la seva banda, el Team Katusha fou readmès a l'UCI World Tour per una decisió del Tribunal d'Arbitratge de l'Esport el 15 de febrer de 2013. La direcció del Giro es va trobar llavors en un atzucac, ja que el nombre de corredors superaria el màxim permès per l'UCI. ·  El 28 de febrer de 2013 l'UCI va decidir autoritzar el Giro perquè prenguessin la sortida més de 200 corredors. Així doncs, finalment seran 23 els equips que prendran part en aquesta edició del Giro d'Itàlia, els 19 ProTeams i 4 equips continentals professionals.
| Núm.    | Codi | Equip                     |
| ------- | ---- | ------------------------- |
| 1-9     | GRS  | Garmin-Sharp              |
| 11-19   | ALM  | AG2R La Mondiale          |
| 21-29   | AND  | GW Erco Shimano           |
| 31-39   | AST  | Astana Qazaqstan Team     |
| 41-49   | BAR  | Bardiani Valvole-CSF Inox |
| 51-59   | BLA  | Blanco Team               |
| 61-69   | BMC  | BMC Racing Team           |
| 71-79   | CAN  | Cannondale                |
| 81-89   | COL  | Colombia                  |
| 91-99   | EUS  | Euskaltel–Euskadi         |
| 101-109 | FDJ  | FDJ                       |
| 111-119 | KAT  | Team Katusha              |

| Núm.    | Codi | Equip                     |
| ------- | ---- | ------------------------- |
| 121-129 | LAM  | Lampre-Merida             |
| 131-139 | LTB  | Lotto-Belisol             |
| 141-149 | MOV  | Movistar Team             |
| 151-159 | OPQ  | Omega Pharma-Quick Step   |
| 161-169 | OGE  | Orica-GreenEDGE           |
| 171-179 | RLT  | RadioShack-Leopard        |
| 181-189 | SKY  | Team Sky                  |
| 191-199 | ARG  | Argos-Shimano             |
| 201-209 | TST  | Team Saxo-Tinkoff         |
| 211-219 | VCD  | Vacansoleil-DCM           |
| 221-229 | VIN  | Vini Fantini-Selle Italia |

## Favorits

### Per la classificació general
Bradley Wiggins (Team Sky), vencedor del darrer Tour de França, i Vincenzo Nibali (Astana Qazaqstan Team), vencedor el 2013 de la Tirrena-Adriàtica i el Giro del Trentino, són els dos principals favorits de la cursa. En vistes de la Lieja-Bastogne-Lieja, el vigent campió Ryder Hesjedal (Garmin-Sharp) i Michele Scarponi (Lampre-Merida), vencedor el 2011 i regularment ben classificat a la general, formen part dels candidats a la victòria final. Cadel Evans (BMC Racing Team), amb un inici de temporada força discret, Robert Gesink (Blanco Team) i Samuel Sánchez (Euskaltel–Euskadi), eterns candidats a la victòria d'una gran volta, també formen part dels favorits. Entre els ciclistes a fer un bon paper es poden citar Beñat Intxausti (Movistar Team), el seu company d'equip Juan José Cobo, vencedor de la Volta a Espanya de 2011, Arnold Jeannesson (FDJ) i Franco Pellizotti (GW Erco Shimano). L'equip AG2R La Mondiale serà comandat per Domenico Pozzovivo i Carlos Betancur, després del bon paper tingut a les clàssiques flamenques. El Vacansoleil-DCM va decidir descartar a José Rujano, un dels ciclistes a tenir en compte durant la cursa, pocs dies abans de la sortida perquè el seu nom s'ha vist esquitxat per un cas de dopatge. Ivan Basso (Cannondale) també es va pedre el Giro pocs dies abans de la sortida per culpa d'un quist perineal.

### Esprintadors
Mark Cavendish (Omega Pharma-Quick Step), vencedor de deu etapes al Giro, tres el 2012, és el principal favorit pels esprints. Matthew Goss (Orica-GreenEDGE), vencedor de la 3a etapa el 2012, Manuel Belletti (AG2R La Mondiale), Mattia Gavazzi (GW Erco Shimano), Roberto Ferrari (Lampre-Merida), també vencedor el 2012, Sacha Modolo (Bardiani Valvole-CSF Inox), Francesco Chicchi (Vini Fantini-Selle Italia), Nacer Bouhanni (FDJ), Elia Viviani (Cannondale), Francisco Ventoso (Movistar Team), Giacomo Nizzolo (RadioShack-Leopard) i John Degenkolb (Argos-Shimano), vencedor de cinc etapes a la Volta a Espanya de 2012, són presents a la cursa.

## Etapes
| Etapa     | Data            | Recorregut                              |                           | km             | Vencedor d'etapa           | Líder de la classificació general |
| --------- | --------------- | --------------------------------------- | ------------------------- | -------------- | -------------------------- | --------------------------------- |
| 1a etapa  | Dis. 4 de maig  | Nàpols – Nàpols                         | Etapa plana               | 130            | Mark Cavendish (GBR)       | Mark Cavendish (GBR)              |
| 2a etapa  | Diu. 5 de maig  | Ischia – Forio                          | Contrarellotge per equips | 17,4           | Team Sky (GBR)             | Salvatore Puccio (ITA)            |
| 3a etapa  | Dil. 6 de maig  | Sorrento – Marina di Ascea              | Etapa de mitja muntanya   | 222            | Luca Paolini (ITA)         | Luca Paolini (ITA)                |
| 4a etapa  | Dim. 7 de maig  | Policastro Bussentino – Serra San Bruno | Etapa de mitja muntanya   | 246            | Enrico Battaglin (ITA)     | Luca Paolini (ITA)                |
| 5a etapa  | Dix. 8 de maig  | Cosenza – Matera                        | Etapa plana               | 203            | John Degenkolb (GER)       | Luca Paolini (ITA)                |
| 6a etapa  | Dij. 9 de maig  | Mola di Bari – Margherita di Savoia     | Etapa plana               | 169            | Mark Cavendish (GBR)       | Luca Paolini (ITA)                |
| 7a etapa  | Div. 10 de maig | San Salvo – Pescara                     | Etapa de mitja muntanya   | 177            | Adam Hansen (AUS)          | Beñat Intxausti (ESP)             |
| 8a etapa  | Dis.11 de maig  | Gabicce Mare – Saltara                  | Contrarellotge individual | 54,8           | Alex Dowsett (GBR)         | Vincenzo Nibali (ITA)             |
| 9a etapa  | Diu.12 de maig  | Sansepolcro – Florència                 | Etapa de mitja muntanya   | 170            | Maksim Belkov (RUS)        | Vincenzo Nibali (ITA)             |
|           | Dil.13 de maig  | Florència                               | Dia de descans            | Dia de descans | Dia de descans             | Dia de descans                    |
| 10a etapa | Dim.14 de maig  | Cordenons – Altopiano del Montasio      | Etapa de muntanya         | 167            | Rigoberto Urán (COL)       | Vincenzo Nibali (ITA)             |
| 11a etapa | Dix.15 de maig  | Tarvisio – Vajont                       | Etapa de mitja muntanya   | 182            | Ramunas Navardauskas (LTU) | Vincenzo Nibali (ITA)             |
| 12a etapa | Dij.16 de maig  | Longarone – Treviso                     | Etapa plana               | 134            | Mark Cavendish (GBR)       | Vincenzo Nibali (ITA)             |
| 13a etapa | Div.17 de maig  | Busseto – Cherasco                      | Etapa plana               | 254            | Mark Cavendish (GBR)       | Vincenzo Nibali (ITA)             |
| 14a etapa | Dis.18 de maig  | Cervere – Bardonescha                   | Etapa de muntanya         | 180            | Mauro Santambrogio (ITA)   | Vincenzo Nibali (ITA)             |
| 15a etapa | Diu.19 de maig  | Cesana – Coll del Galibier (FRA)        | Etapa de muntanya         | 145            | Giovanni Visconti (ITA)    | Vincenzo Nibali (ITA)             |
|           | Dil.20 de maig  | Valloire (FRA)                          | Dia de descans            | Dia de descans | Dia de descans             | Dia de descans                    |
| 16a etapa | Dim.21 de maig  | Valloire (FRA) – Ivrea                  | Etapa de mitja muntanya   | 238            | Beñat Intxausti (ESP)      | Vincenzo Nibali (ITA)             |
| 17a etapa | Dix.22 de maig  | Caravaggio – Vicenza                    | Etapa plana               | 214            | Giovanni Visconti (ITA)    | Vincenzo Nibali (ITA)             |
| 18a etapa | Dij.23 de maig  | Mori – Polsa                            | Contrarellotge individual | 20,6           | Vincenzo Nibali (ITA)      | Vincenzo Nibali (ITA)             |
| 19a etapa | Div.24 de maig  | Ponte di Legno – Val Martello           | Etapa de muntanya         | 139            | Etapa anulada              | Etapa anulada                     |
| 20a etapa | Dis.25 de maig  | Schlanders – Tre Cime di Lavaredo       | Etapa de muntanya         | 210            | Vincenzo Nibali (ITA)      | Vincenzo Nibali (ITA)             |
| 21a etapa | Diu.26 de maig  | Riese Pio X – Brèscia                   | Etapa plana               | 197            | Mark Cavendish (GBR)       | Vincenzo Nibali (ITA)             |

### Etapa 1
4 de maig de 2013 — Nàpols - Nàpols, 130 km

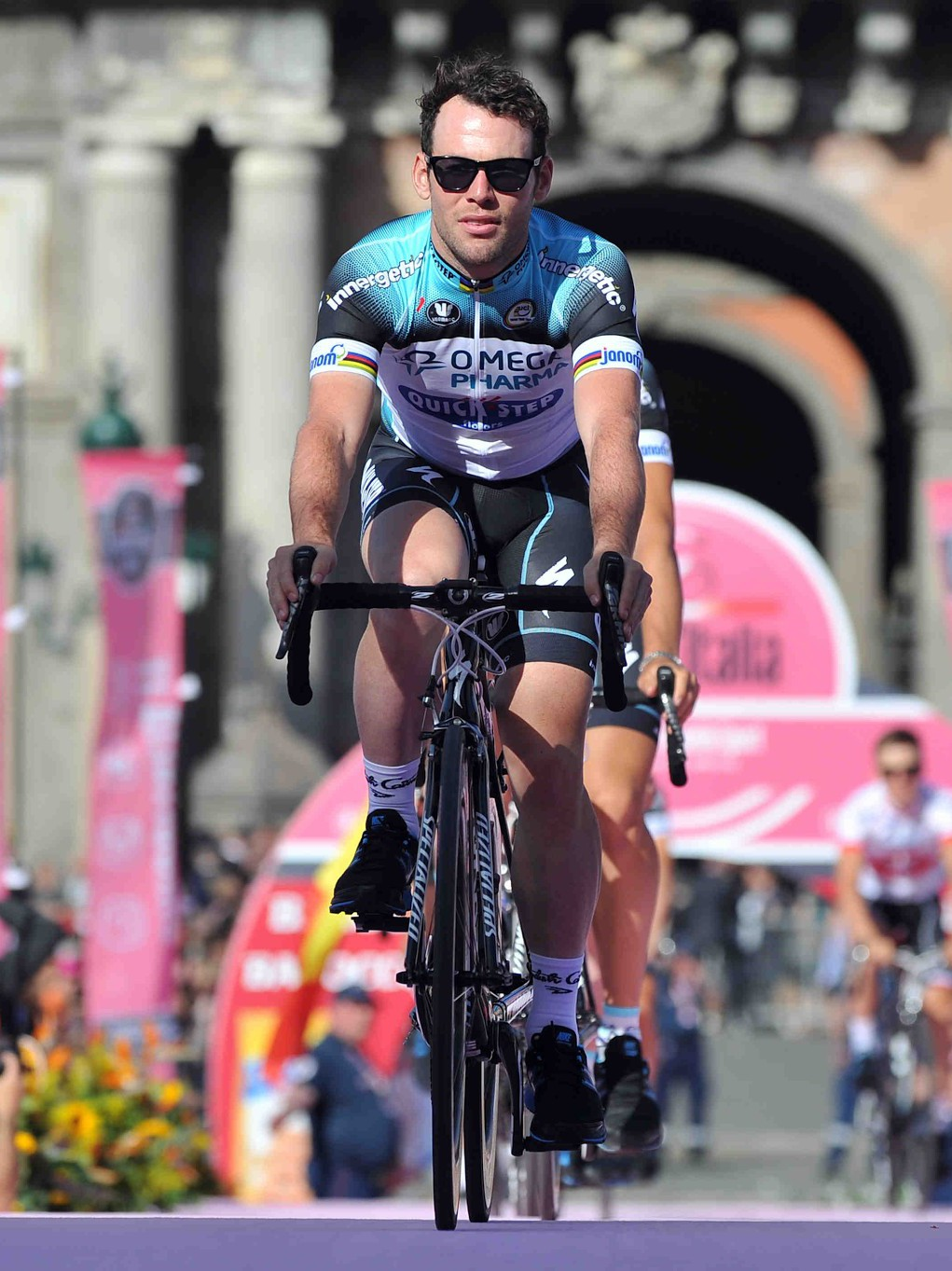
Mark Cavendish fotografiat abans de l'etapa. Cavendish guanyà l'esprint en un reduït grup, aconseguint l'onzena victòria d'etapa al Giro d'Itàlia, i la 37a en una Gran Volta.

Per primera vegada des del 2003, el Giro d'Itàlia comença amb una etapa en línia en lloc d'una contrarellotge. Nàpols fou anunciada com la ciutat que acolliria la sortida de la cursa el juny de 2012, per commemorar el cinquantenari de l'única edició en què la cursa rosa havia sortit de Nàpols. En aquella ocasió Vittorio Adorni aconseguí la victòria a Potenza. L'etapa consistia en un recorregut pels voltants de Nàpols, amb dos circuits diferents. Primer s'havien de donar quatre voltes a un circuit de 16.3 km en què hi havia una petita cota de quarta categoria que sols puntuava en la segona i tercera volta, per tot seguit enllaçar amb un recorregut més curt, de 8,1 km al qual s'havien de donar vuit voltes.
Només començar l'etapa es forma una escapada integrada per set ciclistes, els quals obtindran una màxima diferència propera als dos minuts. En la lluita pel primer mallot de la muntanya es produïa un triple empat entre Giovanni Visconti (Movistar Team), Cameron Wurf (Cannondale) i Guillaume Bonnafond (AG2R La Mondiale), per la qual cosa el lideratge es decidiria en l'esprint final. Cap a la meitat d'etapa Wurf marxà en solitari, sent neutralitzat a manca de 19 km per a l'arribada.
Diverses caigudes es van produir en els darrers quilòmetres, la darrera d'elles quan ja estaven dins dels darrers 3 quilòmetres i que va produir un tall al gran grup, per la qual cosa tots els ciclistes van rebre el mateix temps que el vencedor. La victòria se la disputaren a l'esprint un selecte grup de 10 ciclistes, en què el més ràpid fou Mark Cavendish (Omega Pharma-Quick Step), per davant d'Elia Viviani (Cannondale) i Nacer Bouhanni (AG2R La Mondiale). Amb la 37a victòria d'etapa en una gran volta Cavendish passa a ser el 8è ciclista de tots els temps amb més victòries en aquestes curses, empatat amb Rik Van Looy. Alhora Cavendish passà a liderar la general i la classificació per punts, mentre Viviani es feia amb el de joves i Visconti amb el de la muntanya.
|    | Ciclista                | Equip                   | Temps      |
| -- | ----------------------- | ----------------------- | ---------- |
| 1  | Mark Cavendish (GBR)    | Omega Pharma-Quick Step | 2h 58' 38" |
| 2  | Elia Viviani (ITA)      | Cannondale              | m. t.      |
| 3  | Nacer Bouhanni (FRA)    | FDJ                     | m. t.      |
| 4  | Giacomo Nizzolo (ITA)   | RadioShack-Leopard      | m. t.      |
| 5  | Matthew Goss (AUS)      | Orica-GreenEDGE         | m. t.      |
| 6  | Francisco Ventoso (ESP) | Movistar Team           | m. t.      |
| 7  | Adam Blythe (GBR)       | BMC Racing Team         | m. t.      |
| 8  | Leigh Howard (AUS)      | Orica-GreenEDGE         | m. t.      |
| 9  | Danilo Hondo (GER)      | RadioShack-Leopard      | m. t.      |
| 10 | Brett Lancaster (AUS)   | Orica-GreenEDGE         | m. t.      |

|    | Rider                   | Team                    | Time       |
| -- | ----------------------- | ----------------------- | ---------- |
| 1  | Mark Cavendish (GBR)    | Omega Pharma-Quick Step | 2h 58' 18" |
| 2  | Elia Viviani (ITA)      | Cannondale              | + 8"       |
| 3  | Nacer Bouhanni (FRA)    | FDJ                     | + 12"      |
| 4  | Danilo Hondo (GER)      | RadioShack-Leopard      | + 16"      |
| 5  | Marco Marcato (ITA)     | Vacansoleil-DCM         | + 18"      |
| 6  | Giacomo Nizzolo (ITA)   | RadioShack-Leopard      | + 20"      |
| 7  | Matthew Goss (AUS)      | Orica-GreenEDGE         | + 20"      |
| 8  | Francisco Ventoso (ESP) | Movistar Team           | + 20"      |
| 9  | Adam Blythe (GBR)       | BMC Racing Team         | + 20"      |
| 10 | Leigh Howard (AUS)      | Orica-GreenEDGE         | + 20"      |

### Etapa 2
5 de maig de 2013 — Ischia - Forio, 17,4 km, contrarellotge per equips (CRE)
La segona etapa consisteix en una contrarellotge per equips de 17 km per l'iilla d'Ischia, la qual no acollia el Giro des de 1959, quan Antonino Catalano aconseguí la seva única victòria d'etapa al Giro. L'ordre de sortida es fa en ordre invers a la classificació dels 23 equips al Trofeo Fast Team en acabar la primera etapa, amb l'excepció de l'equip del líder, que pren la sortida en darrera posició.
El Colombia és el primer equip a prendre la sortida i rere seu, cada tres minuts, van sortint la resta d'equips. El Colombia acaba amb un temps de 23' 01", però ben aviat és superat per l'AG2R La Mondiale, que el deix en 22' 55". Poc després el Blanco Team millora el temps en 22 segons i aquest ja no serà superat fins a l'arribada del Team Sky, que creua la meta amb un temps de 22' 05". Aquest temps ja no serà batut per cap altre equip i sols el Movistar Team, que acaba nou segons rere seu, se li acosta. Cavendish, amb el mallot rosa, perd 48" i el lideratge passa a mans de Salvatore Puccio.
|    | Equip                     | Temps   |
| -- | ------------------------- | ------- |
| 1  | Team Sky                  | 22' 05" |
| 2  | Movistar Team             | + 9"    |
| 3  | Astana Qazaqstan Team     | + 14"   |
| 4  | Team Katusha              | + 19"   |
| 5  | Vini Fantini-Selle Italia | + 22"   |
| 6  | Lampre-Merida             | + 22"   |
| 7  | Garmin-Sharp              | + 25"   |
| 8  | Blanco Team               | + 28"   |
| 9  | Vacansoleil-DCM           | + 34"   |
| 10 | Orica-GreenEDGE           | + 35"   |

|    | Ciclista                | Equip         | Temps      |
| -- | ----------------------- | ------------- | ---------- |
| 1  | Salvatore Puccio (ITA)  | Team Sky      | 3h 20' 43" |
| 2  | Bradley Wiggins (GBR)   | Team Sky      | + 0"       |
| 3  | Sergio Henao (COL)      | Team Sky      | + 0"       |
| 4  | Dario Cataldo (ITA)     | Team Sky      | + 0"       |
| 5  | Rigoberto Urán (COL)    | Team Sky      | + 0"       |
| 6  | Beñat Intxausti (ESP)   | Movistar Team | + 9"       |
| 7  | Giovanni Visconti (ITA) | Movistar Team | + 9"       |
| 8  | José Herrada (ESP)      | Movistar Team | + 9"       |
| 9  | Alex Dowsett (GBR)      | Movistar Team | + 9"       |
| 10 | Eros Capecchi (ITA)     | Movistar Team | + 9"       |

### Etapa 3
6 de maig de 2013 — Sorrento - Marina di Ascea, 222 km
La tercera etapa es pot dividir en tres seccions. A la sortida de Sorrento els ciclistes han d'afrontar dues voltes a un circuit de 7,2 km pels seus voltants, per tot seguit seguir la costa amalfitana cap a Salern per un terreny ondulat. A partir de Salern, on hi ha el primer esprint del dia, comença un tram d'uns 80 km força planers, durant el qual també passaran pel segon esprint del dia, situat a Agropoli. Les dues dificultats muntanyoses del dia es troben en el darrer tram d'etapa: primer el coll de segona categoria de San Mauro Cilento (7,8 km al 6,7%, km 153) i el coll de tercera categoria de Sella di Catona (8 km al 6,6%) i que es troba a tan sols 20 km de l'arribada.
L'escapada del dia es forma només sortir de Sorrento i està formada per set ciclistes, dels quals Fabio Taborre (Vini Fantini-Selle Italia) és el millor classificat, a 22 segons del líder. Amb tot, el gran grup els deixà agafar fins a set minuts. Al coll de San Mauro Cilento, els escapats passaren pel cim amb 3' 45" sobre el gran grup. Taborre atacà en el descens aconseguint un avantatge de més d'un minut als peus del coll de Sella di Catona. En aquesta darrera ascensió el Garmin-Sharp incrementà el ritme, neutralitzant els escapats i provocant el trencament del gran grup, quedant al davant bona part dels favorits, com Ryder Hesjedal, Vincenzo Nibali, Bradley Wiggins i Michele Scarponi. Hesjedal ho intentà en solitari, superant Taborre, abans de ser reintegrat al grup dels favorits. En el descens Luca Paolini (Team Katusha) atacà diverses vegades, fins que a manca de set quilòmetres marxà en solitari per aconseguir la seva primera victòria al Giro en el debut en aquesta cursa, i la màglia rosa. Cadel Evans (BMC Racing Team) liderà el grup perseguidor.
|    | Ciclista                 | Equip                     | Temps      |
| -- | ------------------------ | ------------------------- | ---------- |
| 1  | Luca Paolini (ITA)       | Team Katusha              | 5h 43' 50" |
| 2  | Cadel Evans (AUS)        | BMC Racing Team           | + 16"      |
| 3  | Ryder Hesjedal (CAN)     | Garmin-Sharp              | + 16"      |
| 4  | Mauro Santambrogio (ITA) | Vini Fantini-Selle Italia | + 16"      |
| 5  | Samuel Sánchez (ESP)     | Euskaltel–Euskadi         | + 16"      |
| 6  | Giampaolo Caruso (ITA)   | Team Katusha              | + 16"      |
| 7  | Pieter Weening (NED)     | Orica-GreenEDGE           | + 16"      |
| 8  | Bradley Wiggins (GBR)    | Team Sky                  | + 16"      |
| 9  | Beñat Intxausti (ESP)    | Movistar Team             | + 16"      |
| 10 | Robert Gesink (NED)      | Blanco Team               | + 16"      |

|    | Ciclista               | Equip                 | Temps      |
| -- | ---------------------- | --------------------- | ---------- |
| 1  | Luca Paolini (ITA)     | Team Katusha          | 9h 04' 32" |
| 2  | Bradley Wiggins (GBR)  | Team Sky              | + 17"      |
| 3  | Rigoberto Urán (COL)   | Team Sky              | + 17"      |
| 4  | Beñat Intxausti (ESP)  | Movistar Team         | + 26"      |
| 5  | Vincenzo Nibali (ITA)  | Astana Qazaqstan Team | + 31"      |
| 6  | Valerio Agnoli (ITA)   | Astana Qazaqstan Team | + 31"      |
| 7  | Ryder Hesjedal (CAN)   | Garmin-Sharp          | + 34"      |
| 8  | Giampaolo Caruso (ITA) | Team Katusha          | + 36"      |
| 9  | Iuri Trofímov (RUS)    | Team Katusha          | + 36"      |
| 10 | Sergio Henao (COL)     | Team Sky              | + 37"      |

### Etapa 4
7 de maig de 2013 — Policastro Bussentino - Serra San Bruno, 246 km
La cursa continua en direcció sud, tot seguint la costa del mar Tirré, fins a arribar al punt més meridional de la present edició, Serra San Bruno. Amb 246 km és la segona etapa més llarga de la cursa, L'etapa és bàsicament plana, però en el darrer quart d'etapa el recorregut es complica, amb dues ascensions puntuables, el port de tercera de Vibo Valentia (15 km al 3%) i el de segona de Croce Ferrata (16,8 km i rampes de fins al 10%), amb el cim situat a tan sols 7 km per a l'arribada a Serra San Bruno.
Com en el dia anterior l'escapada del dia està formada per set ciclistes, sent el millor classificat Emanuele Sella (GW Erco Shimano), situat a 2' 39" del líder Luca Paolini (Team Katusha). El grup arribà a tenir una diferència propera als vuit minuts en algun punt de l'etapa, però la presència del Katusha al capdavant del gran grup anà reduint les diferències. En l'ascensió a Vibo Valentia els escapats a poc a poc foren reintegrats al grup dels favorits, sent el darrer Ioannis Tamouridis (Euskaltel–Euskadi), que havia atacat en l'ascensió, a manca de 42 km per a l'arribada. Durant el descens i la llarga ascensió a Croce Ferrata es produïren nombrosos atacs, sent el més destacat el de Danilo Di Luca (Vini Fantini-Selle Italia) i Robinson Chalapud (Colombia), que arribaren en solitari fins a uns pocs centenars de metres de l'arribada, quan foren agafats pel grup dels favorits que ja estaven llançant l'esprint. El més ràpid fou Enrico Battaglin (Bardiani Valvole-CSF Inox), que d'aquesta manera aconseguia la seva primera victòria com a professional. Paolini mantingué el lideratge, en entrar junt amb la resta de favorits.
|    | Ciclista                 | Equip                     | Temps      |
| -- | ------------------------ | ------------------------- | ---------- |
| 1  | Enrico Battaglin (ITA)   | Bardiani Valvole-CSF Inox | 6h 14' 19" |
| 2  | Fabio Felline (ITA)      | GW Erco Shimano           | m. t.      |
| 3  | Giovanni Visconti (ITA)  | Movistar Team             | m. t.      |
| 4  | Rigoberto Urán (COL)     | Team Sky                  | m. t.      |
| 5  | Arnold Jeannesson (FRA)  | FDJ                       | m. t.      |
| 6  | Cadel Evans (AUS)        | BMC Racing Team           | m. t.      |
| 7  | Beñat Intxausti (ESP)    | Movistar Team             | m. t.      |
| 8  | Ryder Hesjedal (CAN)     | Garmin-Sharp              | m. t.      |
| 9  | Robert Kišerlovski (CRO) | RadioShack-Leopard        | m. t.      |
| 10 | Luca Paolini (ITA)       | Team Katusha              | m. t.      |

|    | Ciclista                 | Equip                     | Temps       |
| -- | ------------------------ | ------------------------- | ----------- |
| 1  | Luca Paolini (ITA)       | Team Katusha              | 15h 18' 51" |
| 2  | Rigoberto Urán (COL)     | Team Sky                  | + 17"       |
| 3  | Beñat Intxausti (ESP)    | Movistar Team             | + 26"       |
| 4  | Vincenzo Nibali (ITA)    | Astana Qazaqstan Team     | + 31"       |
| 5  | Ryder Hesjedal (CAN)     | Garmin-Sharp              | + 34"       |
| 6  | Bradley Wiggins (GBR)    | Team Sky                  | + 34"       |
| 7  | Giampaolo Caruso (ITA)   | Team Katusha              | + 36"       |
| 8  | Sergio Henao (COL)       | Team Sky                  | + 37"       |
| 9  | Mauro Santambrogio (ITA) | Vini Fantini-Selle Italia | + 39"       |
| 10 | Cadel Evans (AUS)        | BMC Racing Team           | + 42"       |

### Etapa 5
8 de maig de 2013 — Cosenza - Matera, 203 km
Etapa bàsicament plana, que ressegueix bona part del Golf de Tàrent i sols dues petites dificultats muntanyoses de quarta categoria, Cipolletto al km 37 i Montescaglioso, a manca de 20 km per a l'arribada a Matera. El darrer quilòmetre és en lleugera pujada del 2,6%. Els esprints del dia es troben a Villapiana Lido i Rocca Imperiale.
Sis ciclistes formen la primera escapada del dia a partir del km 6, amb Stefano Pirazzi (Bardiani Valvole-CSF Inox) com a millor classificat, a tres minuts del líder. Després de passar en primera posició per l'alt de Cipolletto, Pirazzi es despenjà per reintegrar-se al gran grup i els cinc escapats pogueren augmentar les diferències fins als 10 minuts. A partir del km 60 el sol que havia estat present a la sortida desapareix, per iniciar-se una forta pluja que deixà la carretera molt relliscosa i perillosa. Als peus de la segona cota del dia la diferència dels escapats era de tan sols 30 segons, moment en què a poc a poc foren reintegrats al gran grup. El darrer d'ells en ser-ho fou Ricardo Mestre (Euskaltel–Euskadi) a manca de 22 km per a l'arribada. Pirazzi atacà al pas per la segona cota amb la intenció d'agafar més punts per la classificació de la muntanya, passant finalment el primer. Tot i algun intent d'escapada en el tram ascendent fins a Matera, com el de Ben Gastauer (AG2R La Mondiale), Robert Vrečer (Euskaltel–Euskadi) i Lars Bak (Lotto-Belisol), el grup arribà junt als quilòmetres finals. En la lluita per situar-se millor en la disputa de l'esprint es va produir una caiguda a la part capdavantera del grup en el darrer quilòmetre, provocant un tap en la cursa que sols fou esquivat per uns pocs ciclistes. John Degenkolb (Argos-Shimano), únic esprintador que no es va veure afectat per la caiguda, s'imposà sense oposició, aconseguint la primera victòria al Giro d'Itàlia.
|    | Ciclista                | Equip                   | Temps      |
| -- | ----------------------- | ----------------------- | ---------- |
| 1  | John Degenkolb (GER)    | Argos-Shimano           | 4h 37' 48" |
| 2  | Ángel Vicioso (ESP)     | Team Katusha            | m. t.      |
| 3  | Paul Martens (GER)      | Blanco Team             | m. t.      |
| 4  | Sergio Henao (COL)      | Team Sky                | m. t.      |
| 5  | Matteo Trentin (ITA)    | Omega Pharma-Quick Step | m. t.      |
| 6  | Jarlinson Pantano (COL) | Colombia                | m. t.      |
| 7  | Daniel Oss (ITA)        | BMC Racing Team         | m. t.      |
| 8  | Jens Keukeleire (BEL)   | Orica-GreenEDGE         | m. t.      |
| 9  | Grega Bole (SLO)        | Vacansoleil-DCM         | m. t.      |
| 10 | Tanel Kangert (EST)     | Astana Qazaqstan Team   | m. t.      |

|    | Ciclista                 | Equip                     | Temps       |
| -- | ------------------------ | ------------------------- | ----------- |
| 1  | Luca Paolini (ITA)       | Team Katusha              | 19h 56' 39" |
| 2  | Rigoberto Urán (COL)     | Team Sky                  | + 17"       |
| 3  | Beñat Intxausti (ESP)    | Movistar Team             | + 26"       |
| 4  | Vincenzo Nibali (ITA)    | Astana Qazaqstan Team     | + 31"       |
| 5  | Ryder Hesjedal (CAN)     | Garmin-Sharp              | + 34"       |
| 6  | Bradley Wiggins (GBR)    | Team Sky                  | + 34"       |
| 7  | Giampaolo Caruso (ITA)   | Team Katusha              | + 36"       |
| 8  | Sergio Henao (COL)       | Team Sky                  | + 37"       |
| 9  | Mauro Santambrogio (ITA) | Vini Fantini-Selle Italia | + 39"       |
| 10 | Cadel Evans (AUS)        | BMC Racing Team           | + 42"       |

### Etapa 6
9 de maig de 2013 — Mola di Bari - Margherita di Savoia, 169 km
Etapa totalment plana, seguint durant els primers 75 km la costa Adriàtica i per a partir del segon esprint del dia, situat a Barletta endinsar-se una mica cap a l'interior. Un cop a Margherita di Savoia els ciclistes han de donar dues voltes a un circuit de 16,6 km pels voltants de les salines.
L'escapada del dia està formada pels australians Jack Bobridge (Blanco Team) i Cameron Wurf (Cannondale), que aconsegueixen una màxima diferència propera als sis minuts i mig abans que els equips dels esprintadors es posin al capdavant del gran grup. Abans del primer pas per la línia d'arribada els escapats foren neutralitzats i poc després es va produir una gran caiguda que va bloquejar la cursa durant uns quants minuts. El grup quedà fraccionat, però finalment la major part dels ciclistes tornaren a unir-se per disputar l'esprint final. Mark Cavendish (Omega Pharma-Quick Step) tornà a demostrar ser el més ràpid i s'imposà per segona vegada en aquest Giro en el que era la seva 38a victòria d'etapa en una gran volta. Cavendish va dedicar la victòria a Wouter Weylandt, mort el 9 de maig durant la disputa de la 3a etapa del Giro d'Itàlia de 2011. Amb la victòria passà a liderar la classificació per punts, mentre Luca Paolini mantenia el liderat.
|    | Ciclista                | Equip                   | Temps      |
| -- | ----------------------- | ----------------------- | ---------- |
| 1  | Mark Cavendish (GBR)    | Omega Pharma-Quick Step | 3h 56' 03" |
| 2  | Elia Viviani (ITA)      | Cannondale              | m. t.      |
| 3  | Matthew Goss (AUS)      | Orica-GreenEDGE         | m. t.      |
| 4  | Nacer Bouhanni (FRA)    | FDJ                     | m. t.      |
| 5  | Mattia Gavazzi (ITA)    | GW Erco Shimano         | m. t.      |
| 6  | Manuel Belletti (ITA)   | AG2R La Mondiale        | m. t.      |
| 7  | Davide Appollonio (ITA) | AG2R La Mondiale        | m. t.      |
| 8  | Giacomo Nizzolo (ITA)   | RadioShack-Leopard      | m. t.      |
| 9  | Matti Breschel (DEN)    | Team Saxo-Tinkoff       | m. t.      |
| 10 | Roberto Ferrari (ITA)   | Lampre-Merida           | m. t.      |

|    | Ciclista                 | Equip                     | Temps       |
| -- | ------------------------ | ------------------------- | ----------- |
| 1  | Luca Paolini (ITA)       | Team Katusha              | 23h 52' 42" |
| 2  | Rigoberto Urán (COL)     | Team Sky                  | + 17"       |
| 3  | Beñat Intxausti (ESP)    | Movistar Team             | + 26"       |
| 4  | Vincenzo Nibali (ITA)    | Astana Qazaqstan Team     | + 31"       |
| 5  | Ryder Hesjedal (CAN)     | Garmin-Sharp              | + 34"       |
| 6  | Bradley Wiggins (GBR)    | Team Sky                  | + 34"       |
| 7  | Giampaolo Caruso (ITA)   | Team Katusha              | + 36"       |
| 8  | Sergio Henao (COL)       | Team Sky                  | + 37"       |
| 9  | Mauro Santambrogio (ITA) | Vini Fantini-Selle Italia | + 39"       |
| 10 | Cadel Evans (AUS)        | BMC Racing Team           | + 42"       |

### Etapa 7
10 de maig de 2013 — Marina di San Salvo - Pescara, 177 km
Etapa trencacames, amb sortida i arribada a la costa del mar Adriàtic. Els primers 50 km són els més tranquils de l'etapa, per a partir d'aquell moment començar un continua puja i baixa, sense ni un sol quilòmetre pla i quatre cotes puntuables, dues de quarta i dues de tercera en els darrers 50 km d'etapa. Especialment dur és el tram de Chieti, amb rampes que arriben al 20% i on es troben junts els dos esprints del dia. La darrera cota es troba a tan sols 7 km de l'arribada, a Pescara.
Fabio Taborre (Vini Fantini-Selle Italia) llença el primer atac del dia, però no serà fins que es formi un grup de sis ciclistes, amb Emanuele Sella (GW Erco Shimano) com a millor classificat a set minuts del líder, quan es formi l'escapada del dia. Aquest sextet agafà una màxima diferència de set minuts i mig a mitja etapa, moment en què el Team Katusha començà a reduir les diferències. En la segona ascensió a Chieti Sella i Adam Hansen (Lotto-Belisol) deixaren enrere els companys d'escapada. La pluja va fer que el rodar fos complicat, caient Sella en una de les corbes, mentre Hansen l'esperava. En la tercera de les ascensions Hansen deixà enrere Sella, coronant el coll amb 30 segons d'avantatge.
Per la seva banda, al grup principal Tanel Kangert (Astana Qazaqstan Team) i Danilo Di Luca (Vini Fantini-Selle Italia) atacaven, mentre Bradley Wiggins (Team Sky) mostrava signes de debilitat i quedava endarrerit junt a la resta de companys d'equip, alhora que patia una caiguda en el descens d'un dels colls, que el deixava més endarrerit. Per davant Hansen es presentà en solitari a l'arribada. Un grup format per 27 ciclistes, amb la majoria de favorits, arribà a poc més d'un minut, mentre Wiggins, perdia 90 segons respecte a aquest grup. Paolini va perdre el liderat, que passà a mans del basc Beñat Intxausti (Movistar Team).
|    | Ciclista                 | Equip                     | Temps      |
| -- | ------------------------ | ------------------------- | ---------- |
| 1  | Adam Hansen (AUS)        | Lotto-Belisol             | 4h 35' 49" |
| 2  | Enrico Battaglin (ITA)   | Bardiani Valvole-CSF Inox | + 1' 07"   |
| 3  | Danilo Di Luca (ITA)     | Vini Fantini-Selle Italia | + 1' 07"   |
| 4  | Mauro Santambrogio (ITA) | Vini Fantini-Selle Italia | + 1' 07"   |
| 5  | Damiano Caruso (ITA)     | Cannondale                | + 1' 07"   |
| 6  | Cadel Evans (AUS)        | BMC Racing Team           | + 1' 07"   |
| 7  | Stefano Pirazzi (ITA)    | Bardiani Valvole-CSF Inox | + 1' 07"   |
| 8  | Arnold Jeannesson (FRA)  | FDJ                       | + 1' 07"   |
| 9  | Pieter Weening (NED)     | Orica-GreenEDGE           | + 1' 07"   |
| 10 | Ryder Hesjedal (CAN)     | Garmin-Sharp              | + 1' 07"   |

|    | Rider                    | Team                      | Time        |
| -- | ------------------------ | ------------------------- | ----------- |
| 1  | Beñat Intxausti (ESP)    | Movistar Team             | 28h 30' 04" |
| 2  | Vincenzo Nibali (ITA)    | Astana Qazaqstan Team     | + 5"        |
| 3  | Ryder Hesjedal (CAN)     | Garmin-Sharp              | + 8"        |
| 4  | Giampaolo Caruso (ITA)   | Team Katusha              | + 10"       |
| 5  | Mauro Santambrogio (ITA) | Vini Fantini-Selle Italia | + 13"       |
| 6  | Cadel Evans (AUS)        | BMC Racing Team           | + 16"       |
| 7  | Robert Gesink (NED)      | Blanco Team               | + 19"       |
| 8  | Ivan Santaromita (ITA)   | BMC Racing Team           | + 26"       |
| 9  | Pieter Weening (NED)     | Orica-GreenEDGE           | + 29"       |
| 10 | Robert Kišerlovski (CRO) | RadioShack-Leopard        | + 34"       |

### Etapa 8
11 de maig de 2013 — Gabicce Mare - Saltara, 54,8 km, contrarellotge individual (CRI)
La primera de les dues contrarellotges individuals de la present edició és la més llarga disputada al Giro des del 2009. L'etapa es desenvolupa a la regió de les Marques, amb un recorregut de 54,8 km força sinuós i tècnic en els primers quilòmetres i uns darrers 3 km, a partir del segon punt de cronometratge a Calcinelli, en pujada i un desnivell mitjà del darrer quilòmetre de l'11,2%.
Com és habitual en les contrarellotges, la sortida es fa en l'ordre invers a la classificació general. Així, Jack Bobridge (Blanco Team, darrer classificat a 1h 24' 12" de Beñat Intxausti (Movistar Team) és el primer a prendre la sortida.
Tot i que Bobridge fou el primer a sortir, no fou el primer a finalitzar l'etapa, sinó que fou Maksim Belkov (Team Katusha), que començà tres minuts rere seu, amb un temps d'1h 21' 32". El temps de Belkov es mantingué com el millor durant un quart d'hora, fins que Jesse Sergent (RadioShack-Leopard) el millorà en 3' 05". El temps de Sergent fou el millor durant un quart d'hora més, quan fou superat pel campió britànic, i vencedor final de l'etapa Alex Dowsett (Movistar Team) per dos minuts, deixant el temps en 1h 16' 27".
Entre els favorits a la general, Bradley Wiggins (Team Sky) era considerat el principal favorit abans de l'etapa, però després d'haver perdut temps el dia abans no s'esperava que es fes amb la maglia rosa. Wiggins superà ràpidament a Danilo Di Luca (Vini Fantini-Selle Italia), però pocs minuts després hagué d'aturar-se en patir una punxada per canviar de bicicleta. Tot i perdre 52 segon en el primer punt de control, Wiggins sols perdé 10 segons a l'arribada, situant-se en segona posició. Respecte a Wiggins Michele Scarponi (Lampre-Merida) va perdre 43 segons, Cadel Evans (BMC Racing Team) 29 segons i Vincenzo Nibali (Astana Qazaqstan Team) onze, passant a ser el nou líder de la general, després que Beñat Intxausti (Movistar Team) perdés quatre minuts.
|    | Ciclista               | Equip                 | Temps      |
| -- | ---------------------- | --------------------- | ---------- |
| 1  | Alex Dowsett (GBR)     | Movistar Team         | 1h 16' 27" |
| 2  | Bradley Wiggins (GBR)  | Team Sky              | + 10"      |
| 3  | Tanel Kangert (EST)    | Astana Qazaqstan Team | + 14"      |
| 4  | Vincenzo Nibali (ITA)  | Astana Qazaqstan Team | + 21"      |
| 5  | Stef Clement (NED)     | Blanco Team           | + 32"      |
| 6  | Luke Durbridge (AUS)   | Orica-GreenEDGE       | + 35"      |
| 7  | Cadel Evans (AUS)      | BMC Racing Team       | + 39"      |
| 8  | Manuele Boaro (ITA)    | Team Saxo-Tinkoff     | + 45"      |
| 9  | Sergio Henao (COL)     | Team Sky              | + 53"      |
| 10 | Michele Scarponi (ITA) | Lampre-Merida         | + 53"      |

|    | Ciclista                 | Equip                     | Temps       |
| -- | ------------------------ | ------------------------- | ----------- |
| 1  | Vincenzo Nibali (ITA)    | Astana Qazaqstan Team     | 29h 46' 57" |
| 2  | Cadel Evans (AUS)        | BMC Racing Team           | + 29"       |
| 3  | Robert Gesink (NED)      | Blanco Team               | + 1' 15"    |
| 4  | Bradley Wiggins (GBR)    | Team Sky                  | + 1' 16"    |
| 5  | Michele Scarponi (ITA)   | Lampre-Merida             | + 1' 24"    |
| 6  | Ryder Hesjedal (CAN)     | Garmin-Sharp              | + 2' 05"    |
| 7  | Sergio Henao (COL)       | Team Sky                  | + 2' 11"    |
| 8  | Mauro Santambrogio (ITA) | Vini Fantini-Selle Italia | + 2' 43"    |
| 9  | Przemysław Niemiec (POL) | Lampre-Merida             | + 2' 44"    |
| 10 | Rigoberto Urán (COL)     | Team Sky                  | + 2' 49"    |

### Etapa 9
12 de maig de 2013 — Sansepolcro - Florència, 170 km
Etapa prèvia al primer dia de descans de la present edició del Giro, a través de les muntanyes de la Toscana, el tram final de la qual transcorre per carreteres que acolliran el Campionat del món de ciclisme en ruta el proper setembre. El recorregut és de mitja muntanya, amb quatre ports puntuables, tots concentrats en la segona meitat d'etapa. El primer port és de segona categoria, al km 81, que enllaça amb el primer port de primera d'aquesta edició, el port de Vallombrosa, amb uns 9 km al 6% de mitjana, al km 107. Tot seguit hi ha dues petites cotes, una de tercera Vetta le Croci amb mitjanes del 9% durant 4 km, i una de quarta, Fiesole a tan sols 10 km per a l'arribada a Florència.
Després d'un intent infructuós de set ciclistes per formar una escapada en els primers quilòmetres d'etapa, aquesta es formà al quilòmetre 21, amb un grup format per dotze corredors, entre els quals el millor classificat era Juan Manuel Gárate (Blanco Team), a 5' 42" del líder. El grup es va trencar en l'ascensió al primer port del dia, el pas de la Consuma, quan Robinson Chalapud (Colombia) i Stefano Pirazzi (Bardiani Valvole-CSF Inox) atacaren, als quals se'ls afegí Maksim Belkov (Team Katusha) en el descens del coll. En aquest punt el trio disposava de més de cinc minuts sobre el gran grup. Belkov tornà a perdre temps en l'ascensió al segon port del dia, on Pirazzi passà en primera posició per a aconseguir el mallot de la muntanya, per tornar-se a unir en el descens. Un cop units de nou el tercet capdavanter amplià les diferències respecte a un grup perseguidor, però a manca de 25 km Belkov llançà un atac en solitari, deixant enrere Pirazzi i Chalapud, per arribar a meta amb 44 segons sobre Carlos Betancur, que en els darrers quilòmetres havia saltat del gran grup i que en arribar ho celebrà com si hagués estat el vencedor. Aquesta era la seva primera victòria com a professional de Belkov. Cadel Evans (BMC Racing Team) encapçalà el gran grup, a poc més d'un minut, dels quals s'havia despenjat Ryder Hesjedal Garmin-Sharp), perdent més d'un minut respecte al grup de favorits.
|    | Ciclista                 | Equip                     | Temps      |
| -- | ------------------------ | ------------------------- | ---------- |
| 1  | Maksim Belkov (RUS)      | Team Katusha              | 4h 31' 31" |
| 2  | Carlos Betancur (COL)    | AG2R La Mondiale          | + 44"      |
| 3  | Jarlinson Pantano (COL)  | Colombia                  | + 46"      |
| 4  | Tobias Ludvigsson (SWE)  | Argos-Shimano             | + 54"      |
| 5  | Cadel Evans (AUS)        | BMC Racing Team           | + 1' 03"   |
| 6  | Beñat Intxausti (ESP)    | Movistar Team             | + 1' 03"   |
| 7  | Danilo Di Luca (ITA)     | Vini Fantini-Selle Italia | + 1' 03"   |
| 8  | Mauro Santambrogio (ITA) | Vini Fantini-Selle Italia | + 1' 03"   |
| 9  | Damiano Caruso (ITA)     | Cannondale                | + 1' 03"   |
| 10 | Vincenzo Nibali (ITA)    | Astana Qazaqstan Team     | + 1' 03"   |

|    | Ciclista                 | Equip                     | Temps       |
| -- | ------------------------ | ------------------------- | ----------- |
| 1  | Vincenzo Nibali (ITA)    | Astana Qazaqstan Team     | 34h 19' 31" |
| 2  | Cadel Evans (AUS)        | BMC Racing Team           | + 29"       |
| 3  | Robert Gesink (NED)      | Blanco Team               | + 1' 15"    |
| 4  | Bradley Wiggins (GBR)    | Team Sky                  | + 1' 16"    |
| 5  | Michele Scarponi (ITA)   | Lampre-Merida             | + 1' 24"    |
| 6  | Sergio Henao (COL)       | Team Sky                  | + 2' 11"    |
| 7  | Mauro Santambrogio (ITA) | Vini Fantini-Selle Italia | + 2' 43"    |
| 8  | Przemysław Niemiec (POL) | Lampre-Merida             | + 2' 44"    |
| 9  | Rigoberto Urán (COL)     | Team Sky                  | + 2' 49"    |
| 10 | Tanel Kangert (EST)      | Astana Qazaqstan Team     | + 3' 02"    |

### Etapa 10
14 de maig de 2013 — Cordenons - Altiplà del Montasio, 167 km
Primera arribada en alt de la present edició, després del primer dia de descans. L'etapa té tendència ascendent des de la sortida. A Paularo (km 103) hi ha el primer esprint del dia, i tot seguint comença l'ascensió del Pas Cason di Lanza (14,5 km al 8,5% de desnivell mitjà, tot i un descens de 2,1 km a mitja pujada. Un llarg i gradual descens duu els ciclistes a Chiusaforte, on comença l'ascensió a l'altiplà del Montasio. Tot i que l'ascensió és de 21,9 km són els darrers 10,9 km els realment forts, amb rampes de fins al 20% de desnivell.
Un grup de tretze ciclistes forma l'escapada del dia, iniciada al km 20 d'etapa, que va tenir una màxima diferència d'uns nou minuts a mitja etapa. En iniciar-se l'ascensió al primer port el Team Sky passà al capdavant del gran grup, mentre entre els escapats Jackson Rodríguez (GW Erco Shimano) atacava i poc després també ho feien Tiago Machado (RadioShack-Leopard) i Serge Pauwels (Omega Pharma-Quick Step). En aquesta ascensió Ryder Hesjedal (Garmin-Sharp) perd contacte amb la maglia rosa, perdent en acabar l'etapa més de 20 minuts. Rodríguez va patir problemes mecànics en el descens del port, cosa que ajudar que se li unís Pauwels, que havia deixat enrere a Machado. Junts arribaren a la base del darrer port amb 2' 20" sobre el gran grup, sempre dirigit pel Team Sky. A manca de 10 km, i abans de l'arribada al tram amb més desnivell, els escapats foren neutralitzats. Rigoberto Urán (Team Sky) va atacar poc després, marxant en solitari cap a l'arribada, mentre l'Astana Qazaqstan Team passava a liderar els grup dels favorits. Urán arribà a disposar de 50 segons, però finalment quedà en 20" sobre Carlos Betancur (AG2R La Mondiale), que s'havia escapat del grup de favorits a manca d'1,5 km. A 31" arribaren Vincenzo Nibali i Cadel Evans, metre Bradley Wiggins tornava a perdre temps en l'arribada.
|    | Ciclista                 | Equip                     | Temps      |
| -- | ------------------------ | ------------------------- | ---------- |
| 1  | Rigoberto Urán (COL)     | Team Sky                  | 4h 37' 42" |
| 2  | Carlos Betancur (COL)    | AG2R La Mondiale          | + 20"      |
| 3  | Vincenzo Nibali (ITA)    | Astana Qazaqstan Team     | + 31"      |
| 4  | Mauro Santambrogio (ITA) | Vini Fantini-Selle Italia | + 31"      |
| 5  | Cadel Evans (AUS)        | BMC Racing Team           | + 31"      |
| 6  | Rafał Majka (POL)        | Team Saxo-Tinkoff         | + 31"      |
| 7  | Domenico Pozzovivo (ITA) | AG2R La Mondiale          | + 31"      |
| 8  | Robert Kišerlovski (CRO) | RadioShack-Leopard        | + 47"      |
| 9  | Beñat Intxausti (ESP)    | Movistar Team             | + 1' 06"   |
| 10 | Bradley Wiggins (GBR)    | Team Sky                  | + 1' 08"   |

|    | Ciclista                 | Equip                     | Temps       |
| -- | ------------------------ | ------------------------- | ----------- |
| 1  | Vincenzo Nibali (ITA)    | Astana Qazaqstan Team     | 38h 57' 32" |
| 2  | Cadel Evans (AUS)        | BMC Racing Team           | + 41"       |
| 3  | Rigoberto Urán (COL)     | Team Sky                  | + 2' 04"    |
| 4  | Bradley Wiggins (GBR)    | Team Sky                  | + 2' 05"    |
| 5  | Robert Gesink (NED)      | Blanco Team               | + 2' 12"    |
| 6  | Michele Scarponi (ITA)   | Lampre-Merida             | + 2' 13"    |
| 7  | Mauro Santambrogio (ITA) | Vini Fantini-Selle Italia | + 2' 55"    |
| 8  | Przemysław Niemiec (POL) | Lampre-Merida             | + 3' 35"    |
| 9  | Domenico Pozzovivo (ITA) | AG2R La Mondiale          | + 4' 17"    |
| 10 | Rafał Majka (POL)        | Team Saxo-Tinkoff         | + 4' 21"    |

### Etapa 11
15 de maig de 2013 — Tarvisio-Cave del Predil - Vajont-Erto e Casso, 182 km
Etapa de mitja muntanya amb uns 60 primers quilòmetres amb tendència descendent, per a partir d'aleshores començar a pujar fins a coronar el pas de Sella Ciampigotto, de segona categoria (km 120). En el descens els ciclistes passen pels dos esprints intermedis, a Lozzo di Cadore i Pieve di Cadore, abans d'iniciar l'ascensió final fins a Erto e Casso, amb un desnivell mitjà del 5%, i trams que arriben fins al 9% de desnivell. L'arribada a Vajont es feia per commemorar el cinquantenari del desastre de la presa de Vajont de 1963, en què una esllavissada provocà la mort de més de 2.000 persones.
Abans de començar l'etapa es va fer públic que Sylvain Georges (AG2R La Mondiale) havia donat positiu per heptaminol després de la setena etapa, amb la corresponent expulsió de la cursa. Amb un inici d'etapa en lleugera baixada, el gran grup es va mantenir unit durant molta estona, abans no es formés una nombrosa escapada formada per 20 ciclistes al voltant del km 75 d'etapa, sent el millor classificat l'italià Danilo Di Luca (Vini Fantini-Selle Italia). Els escapats aconseguiren una màxim avantatge de prop de cinc minuts abans de la primera ascensió del dia. Pel primer port Stefano Pirazzi (Bardiani Valvole-CSF Inox) va ampliar el seu avantatge en la classificació de la muntanya en passar en segona posició pel coll de Forcella Ciampigotto. Mentrestant el gran grup era encapçalat per l'Astana Qazaqstan Team.
Entre els escapats Patrick Gretsch (Argos-Shimano) va atacar en el descens, aconseguint gairebé dos minuts abans de la pujada final. Di Luca va intentar, sense sort, escapar-se dues vegades, però, el seu moviment va animar altres ciclistes a contraatacar, com ara Guillaume Bonnafond (AG2R La Mondiale), Ramunas Navardauskas (Garmin-Sharp) i Daniel Oss (BMC Racing Team). Bonnafond aviat no pogué seguir el ritme, mentre Navardauskas i Oss seguien en persecució de Gretsch, al qual agafaren a manca de 17,5 quilòmetres pel final. Gretsch es despenjà en començar l'ascensió final, mentre Navardauskas deiva enrere Oss a manca de 5 km, per marxar en solitari cap a la seva primera victòria en una gran volta amb més d'un minut sobre Oss. El gran grup arribà a gairebé sis minuts del vencedor i sols Beñat Intxausti (Movistar Team) aconseguí guanyar alguns segons a la resta de favorits.
|    | Ciclista                   | Equip                     | Temps      |
| -- | -------------------------- | ------------------------- | ---------- |
| 1  | Ramūnas Navardauskas (LTU) | Garmin-Sharp              | 4h 23' 14" |
| 2  | Daniel Oss (ITA)           | BMC Racing Team           | + 1' 08"   |
| 3  | Stefano Pirazzi (ITA)      | Bardiani Valvole-CSF Inox | + 2' 59"   |
| 4  | Salvatore Puccio (ITA)     | Team Sky                  | + 3' 07"   |
| 5  | Paul Martens (GER)         | Blanco Team               | + 3' 07"   |
| 6  | Danilo Di Luca (ITA)       | Vini Fantini-Selle Italia | + 3' 07"   |
| 7  | Egoi Martínez (ESP)        | Euskaltel–Euskadi         | + 3' 07"   |
| 8  | Serge Pauwels (BEL)        | Omega Pharma-Quick Step   | + 3' 10"   |
| 9  | Evgeni Petrov (RUS)        | Team Saxo-Tinkoff         | + 3' 11"   |
| 10 | Jackson Rodríguez (VEN)    | GW Erco Shimano           | + 3' 25"   |

|    | Ciclista                 | Equip                     | Temps       |
| -- | ------------------------ | ------------------------- | ----------- |
| 1  | Vincenzo Nibali (ITA)    | Astana Qazaqstan Team     | 43h 26' 27" |
| 2  | Cadel Evans (AUS)        | BMC Racing Team           | + 41"       |
| 3  | Rigoberto Urán (COL)     | Team Sky                  | + 2' 04"    |
| 4  | Bradley Wiggins (GBR)    | Team Sky                  | + 2' 05"    |
| 5  | Robert Gesink (NED)      | Blanco Team               | + 2' 12"    |
| 6  | Michele Scarponi (ITA)   | Lampre-Merida             | + 2' 13"    |
| 7  | Mauro Santambrogio (ITA) | Vini Fantini-Selle Italia | + 2' 55"    |
| 8  | Przemysław Niemiec (POL) | Lampre-Merida             | + 3' 35"    |
| 9  | Beñat Intxausti (ESP)    | Movistar Team             | + 4' 05"    |
| 10 | Domenico Pozzovivo (ITA) | AG2R La Mondiale          | + 4' 17"    |

### Etapa 12
16 de maig de 2013 — Longarone - Treviso, 134 km
Etapa propícia a l'arribada a l'esprint, amb un curt recorregut de tan sols 134 quilòmetres i predominantment en descens de camí cap a Treviso. Els ciclistes sols han de superar dues petites cotes puntuables de quarta categoria, al km 57 i 93 km d'etapa. Els dos esprints intermedis es troben a Pieve d'Alpago i Vidor, en la primera meitat d'etapa. Un cop a Treviso els ciclistes van completar un circuit de 7,5 quilòmetres pels voltants de la ciutat.
Sota unes dures condicions de pluja i amb la carretera ben xopa els ciclistes prenen la sortida a Longarone. Ben aviat es forma una escapada formada per quatre corredors, Maksim Belkov (Team Katusha), Fabio Felline (GW Erco Shimano), Bert de Backer (Argos-Shimano) i Maurits Lammertink (Vacansoleil-DCM), als quals poc després se'ls uneix Marc Marcato. Tenint un avantatge de gairebé tres minuts i mig, tots a excepció de De Backer van caure en un mateix revolt per culpa les condicions de la carretera, podent tots ells reincorporar-se immediatament a la cursa. Els equips dels esprintadors van anar reduint les diferències dels escapats, fins a deixar-les en tan sols 25 segons en iniciar el segon tomb al circuit pels voltants de Treviso. Amb tot el quintet va mantenir una lleugera diferència fins al darrer quilòmetre de cursa. A partir d'aquest punt l'Omega Pharma-Quick Step va llançar l'esprint perquè Mark Cavendish aconseguís la tercera victòria d'etapa de la present edició, en el que era el triomf número 100 de la seva carrera professional. Per la seva banda, Bradley Wiggins (Team Sky) va perdre 3' 17" respecte als favorits, perdent totes les opcions en la classificació general. Wiggins va atribuir el seu baix rendiment a una infecció pulmonar, fent que l'equip apostés per Rigoberto Urán com a nou cap de files.
|    | Ciclista                 | Equip                     | Temps      |
| -- | ------------------------ | ------------------------- | ---------- |
| 1  | Mark Cavendish (GBR)     | Omega Pharma-Quick Step   | 3h 01' 47" |
| 2  | Nacer Bouhanni (FRA)     | FDJ                       | m. t.      |
| 3  | Luka Mezgec (SLO)        | Argos-Shimano             | m. t.      |
| 4  | Giacomo Nizzolo (ITA)    | RadioShack-Leopard        | m. t.      |
| 5  | Brett Lancaster (AUS)    | Orica-GreenEDGE           | m. t.      |
| 6  | Manuel Belletti (ITA)    | AG2R La Mondiale          | m. t.      |
| 7  | Roberto Ferrari (ITA)    | Lampre-Merida             | m. t.      |
| 8  | Sacha Modolo (ITA)       | Bardiani Valvole-CSF Inox | m. t.      |
| 9  | Ioannis Tamouridis (GRE) | Euskaltel–Euskadi         | m. t.      |
| 10 | Francisco Ventoso (ESP)  | Movistar Team             | m. t.      |

|    | Ciclista                 | Equip                     | Temps       |
| -- | ------------------------ | ------------------------- | ----------- |
| 1  | Vincenzo Nibali (ITA)    | Astana Qazaqstan Team     | 46h 28' 14" |
| 2  | Cadel Evans (AUS)        | BMC Racing Team           | + 41"       |
| 3  | Rigoberto Urán (COL)     | Team Sky                  | + 2' 04"    |
| 4  | Robert Gesink (NED)      | Blanco Team               | + 2' 12"    |
| 5  | Michele Scarponi (ITA)   | Lampre-Merida             | + 2' 13"    |
| 6  | Mauro Santambrogio (ITA) | Vini Fantini-Selle Italia | + 2' 55"    |
| 7  | Przemysław Niemiec (POL) | Lampre-Merida             | + 3' 35"    |
| 8  | Beñat Intxausti (ESP)    | Movistar Team             | + 4' 05"    |
| 9  | Domenico Pozzovivo (ITA) | AG2R La Mondiale          | + 4' 17"    |
| 10 | Rafał Majka (POL)        | Team Saxo-Tinkoff         | + 4' 21"    |

### Etapa 13
17 de maig de 2013 — Busseto - Cherasco, 254 km
Etapa més llarga de la present edició del Giro d'Itàlia, amb un recorregut totalment pla durant els primers 175 quilòmetres d'etapa. A partir d'aquest punt els ciclistes es troben alguns turons, no puntuables, on hi ha situats els dos esprints del dia, a Castagnole delle Lanze i Alba, abans d'iniciar l'ascensió a l'única cota puntuable del dia, el port de tercera categoria de Tre Cuni, a tan sols 37 km de l'arribada a Cherasco i un desnivell mitjà del 5% en 10 km. Abans de començar l'etapa es va fer públic l'abandonament de dos dels favorits a la victòria final, Bradley Wiggins (Team Sky) i Ryder Hesjedal (Garmin-Sharp).
Un grup de set ciclistes formà l'escapada del dia al km 20. En no haver-hi ningú ben classificat a la general el gran grup els deixà fer, fins a assolir una màxima diferència propera als catorze minuts. Els equips dels esprintadors foren els encarregats de reduir les diferències, que eren de tan sols 1 minut abans de començar l'ascensió a l'únic port del dia. Durant l'ascensió Nicola Boem (Bardiani Valvole-CSF Inox) fou el primer a trencar les hostilitats entre els escapats, sent seguit per Pablo Lastras (Movistar Team) i Lars Bak (Lotto-Belisol). Un petit grup va saltar del gran grup, però poc després fou reintegrat, quedant el trio capdavanter amb una trentena de segons d'avantatge. Durant l'ascensió l'Omega Pharma-Quick Step es posà al capdavant del gran grup, per alentir el ritme i evitar que Mark Cavendish es despengés. Això va permetre als escapats guanyar una mica de temps, alhora que feia que alguns ciclistes saltessin del gran grup, com ara Giampaolo Caruso (Team Katusha) que fou el darrer en ser neutralitzat a tan sols 1,5 quilòmetres de l'arribada. Cavendish fou el més ràpid a l'esprint, aconseguint la quarta victòria en aquesta edició i sent el sisè ciclista en guanyar 40 etapes en una gran volta.
|    | Ciclista                   | Equip                   | Temps      |
| -- | -------------------------- | ----------------------- | ---------- |
| 1  | Mark Cavendish (GBR)       | Omega Pharma-Quick Step | 6h 09' 55" |
| 2  | Giacomo Nizzolo (ITA)      | RadioShack-Leopard      | m. t.      |
| 3  | Luka Mezgec (SLO)          | Argos-Shimano           | m. t.      |
| 4  | Brett Lancaster (AUS)      | Orica-GreenEDGE         | m. t.      |
| 5  | Elia Viviani (ITA)         | Cannondale              | m. t.      |
| 6  | Manuel Belletti (ITA)      | AG2R La Mondiale        | m. t.      |
| 7  | Daniele Bennati (ITA)      | Team Saxo-Tinkoff       | m. t.      |
| 8  | Filippo Pozzato (ITA)      | Lampre-Merida           | m. t.      |
| 9  | Anthony Roux (FRA)         | FDJ                     | m. t.      |
| 10 | Miguel Ángel Rubiano (COL) | GW Erco Shimano         | m. t.      |

|    | Ciclista                 | Equip                     | Temps       |
| -- | ------------------------ | ------------------------- | ----------- |
| 1  | Vincenzo Nibali (ITA)    | Astana Qazaqstan Team     | 52h 38' 09" |
| 2  | Cadel Evans (AUS)        | BMC Racing Team           | + 41"       |
| 3  | Rigoberto Urán (COL)     | Team Sky                  | + 2' 04"    |
| 4  | Robert Gesink (NED)      | Blanco Team               | + 2' 12"    |
| 5  | Michele Scarponi (ITA)   | Lampre-Merida             | + 2' 13"    |
| 6  | Mauro Santambrogio (ITA) | Vini Fantini-Selle Italia | + 2' 55"    |
| 7  | Przemysław Niemiec (POL) | Lampre-Merida             | + 3' 35"    |
| 8  | Beñat Intxausti (ESP)    | Movistar Team             | + 4' 05"    |
| 9  | Domenico Pozzovivo (ITA) | AG2R La Mondiale          | + 4' 17"    |
| 10 | Rafał Majka (POL)        | Team Saxo-Tinkoff         | + 4' 21"    |

### Etapa 14
18 de maig de 2013 — Cervere - Bardonecchia, 180 km
Originalment el recorregut havia de tenir 168 km, però durant el matí de l'etapa l'organització va decidir modificar-la per culpa del mal temps, el qual també fou el causant que sols es poguessin emetre imatges del darrer quilòmetre. L'ascensió prevista a Sestrieras, de segona categoria, hagué de ser eliminada del recorregut, per traslladar els ciclistes cap a la Vall de Susa i Oulx. A partir d'aquest punt la ruta reprèn l'itinerari original, afegint-se 12 km a l'etapa. Els darrers quilòmetres corresponen a l'ascensió cap a l'esprint de Bardonecchia, i la meta a Jafferau, un port de primera categoria que és la tercera vegada que es puja al Giro, amb un desnivell mitjà del 9% respecte en 7,3 quilòmetres i rampes que arriben al 14%.
Set ciclistes van formar l'escapada del dia a partir del km 14 d'etapa, però ràpidament quedà reduïda a quatre, després que tres d'ells caiguessin a terra per culpa de les carreteres mullades. Els escapats, Luca Paolini (Team Katusha), Daniele Pietropolli (Lampre-Merida), Sonny Colbrelli (Bardiani Valvole-CSF Inox) i Matteo Trentin (Omega Pharma-Quick Step) ampliaren les diferències fins a quasi 10 minuts, abans el Team Sky no comencés a reduir les diferències a mesura s'aproximaven a la meta. Trentin fou el primer a despenjar-se abans d'iniciar l'ascensió final. En iniciar-se l'ascensió, amb quatre minuts sobre el gran grup, Colbrelli atacà, sent seguit per Paolini. A mitja pujada atacà Sergio Henao (Team Sky), acompanyat per Diego Rosa (GW Erco Shimano), i poc després ho va fer Franco Pellizotti, el qual els superà. Paolini deixà Colbrelli a manca d'1,5 km, amb 43 segons sobre els immediats perseguidors, però finalment fou superat per la maglia rosa Vincenzo Nibali (Astana Qazaqstan Team) i Mauro Santambrogio (Vini Fantini-Selle Italia). Santambrogio aconseguí la seva primera victòria en una gran volta i Nibali acabà segon, ampliant les diferències respecte a la resta de rivals.
|    | Ciclista                 | Equip                     | Temps      |
| -- | ------------------------ | ------------------------- | ---------- |
| 1  | Mauro Santambrogio (ITA) | Vini Fantini-Selle Italia | 4h 42' 55" |
| 2  | Vincenzo Nibali (ITA)    | Astana Qazaqstan Team     | m. t.      |
| 3  | Carlos Betancur (COL)    | AG2R La Mondiale          | + 9"       |
| 4  | Samuel Sánchez (ESP)     | Euskaltel–Euskadi         | + 26"      |
| 5  | Rigoberto Urán (COL)     | Team Sky                  | + 30"      |
| 6  | Cadel Evans (AUS)        | BMC Racing Team           | + 33"      |
| 7  | Domenico Pozzovivo (ITA) | AG2R La Mondiale          | + 33"      |
| 8  | Robert Kišerlovski (CRO) | RadioShack-Leopard        | + 33"      |
| 9  | Sonny Colbrelli (ITA)    | Bardiani Valvole-CSF Inox | + 55"      |
| 10 | Damiano Caruso (ITA)     | Cannondale                | + 58"      |

|    | Ciclista                 | Equip                     | Temps       |
| -- | ------------------------ | ------------------------- | ----------- |
| 1  | Vincenzo Nibali (ITA)    | Astana Qazaqstan Team     | 57h 20' 52" |
| 2  | Cadel Evans (AUS)        | BMC Racing Team           | + 1' 26"    |
| 3  | Rigoberto Urán (COL)     | Team Sky                  | + 2' 46"    |
| 4  | Mauro Santambrogio (ITA) | Vini Fantini-Selle Italia | + 2' 47"    |
| 5  | Michele Scarponi (ITA)   | Lampre-Merida             | + 3' 53"    |
| 6  | Przemysław Niemiec (POL) | Lampre-Merida             | + 4' 55"    |
| 7  | Domenico Pozzovivo (ITA) | AG2R La Mondiale          | + 5' 02"    |
| 8  | Rafał Majka (POL)        | Team Saxo-Tinkoff         | + 5' 32"    |
| 9  | Carlos Betancur (COL)    | AG2R La Mondiale          | + 5' 39"    |
| 10 | Beñat Intxausti (ESP)    | Movistar Team             | + 5' 41"    |

### Etapa 15
19 de maig de 2013 — Cesana Torinese - Galibier-Valloire (França), 145 km
L'etapa inicialment estava prevista que tingués 149 km, però la neu caiguda al cim del Galibier obligà a reduir l'ascensió en 4 quilòmetres i traslladar l'arribada a l'indret on hi ha el monument en honor de Marco Pantani. Tot i uns primers informes totalment desfavorables a l'ascensió tant al Galibier com al coll de Mont Cenis, finalment l'etapa es va poder disputar. L'etapa comptava amb tres ports: el coll del Mont Cenis, durant l'ascensió del qual s'entra a França, amb 25,7 quilòmetres al 6,2%, abans de dirigir-se cap a Saint-Michel-de-Maurienne, on s'inicia l'ascensió al coll del Télégraphe (12 km al 7,2%). Un curt descens fins a Valloire, marca l'inici de l'ascensió dels darrers 14 quilòmetres fins al Galibier.
Amb la incertesa al voltant de la seguretat de la carretera al coll del Mont Cenis, la cursa fou neutralitzada fins ben a prop del cim, on el líder de la muntanya, Stefano Pirazzi (Bardiani Valvole-CSF Inox) atacà junt al colombià Robinson Chalapud. Al duet capdavanter se'ls uniren cinc clistes més, entre els quals hi havia Giovanni Visconti (Movistar Team) i Pieter Weening (Orica-GreenEDGE), durant el descens. Aquest grup va tenir un avantatge màxim de més de sis minuts, però aquesta s'havia reduït a dos minuts en arribar al Coll del Télégraphe. Pirazzi i Weening van ser més forts en els primers quilòmetres, però després se'ls uniren Visconti i Matteo Rabottini (Vini Fantini-Selle Italia). A manca de 23 km per a l'arribada Visconti va deixar els seus companys d'escapada per marxar en solitari cap a la victòria final enmig d'una nevada cada vegada més insistent. D'aquesta manera aconseguia la seva primera victòria d'etapa en una gran volta. Rabottini es va mantenir en segona posició fins al darrer quilòmetre, quan fou superat per ciclistes provinents del grup del líder. Segon acabà Carlos Betancur (AG2R La Mondiale) a 42 segons i el grup del Nibali arribà a 54 segons.
|    | Ciclista                 | Equip                     | Temps      |
| -- | ------------------------ | ------------------------- | ---------- |
| 1  | Giovanni Visconti (ITA)  | Movistar Team             | 4h 40' 48" |
| 2  | Carlos Betancur (COL)    | AG2R La Mondiale          | + 42"      |
| 3  | Przemysław Niemiec (POL) | Lampre-Merida             | + 42"      |
| 4  | Rafał Majka (POL)        | Team Saxo-Tinkoff         | + 42"      |
| 5  | Fabio Duarte (COL)       | Colombia                  | + 47"      |
| 6  | Michele Scarponi (ITA)   | Lampre-Merida             | + 54"      |
| 7  | Vincenzo Nibali (ITA)    | Astana Qazaqstan Team     | + 54"      |
| 8  | Cadel Evans (AUS)        | BMC Racing Team           | + 54"      |
| 9  | Mauro Santambrogio (ITA) | Vini Fantini-Selle Italia | + 54"      |
| 10 | Rigoberto Urán (COL)     | Team Sky                  | + 54"      |

|    | Ciclista                 | Equip                     | Temps       |
| -- | ------------------------ | ------------------------- | ----------- |
| 1  | Vincenzo Nibali (ITA)    | Astana Qazaqstan Team     | 62h 02' 34" |
| 2  | Cadel Evans (AUS)        | BMC Racing Team           | + 1' 26"    |
| 3  | Rigoberto Urán (COL)     | Team Sky                  | + 2' 46"    |
| 4  | Mauro Santambrogio (ITA) | Vini Fantini-Selle Italia | + 2' 47"    |
| 5  | Michele Scarponi (ITA)   | Lampre-Merida             | + 3' 53"    |
| 6  | Przemysław Niemiec (POL) | Lampre-Merida             | + 4' 35"    |
| 7  | Carlos Betancur (COL)    | AG2R La Mondiale          | + 5' 15"    |
| 8  | Rafał Majka (POL)        | Team Saxo-Tinkoff         | + 5' 20"    |
| 9  | Domenico Pozzovivo (ITA) | AG2R La Mondiale          | + 5' 57"    |
| 10 | Beñat Intxausti (ESP)    | Movistar Team             | + 6' 21"    |

### Etapa 16
21 de maig de 2013 — Valloire (França) - Ivrea, 238 km
La darrera setmana de cursa comença després del segon dia de descans amb una etapa de transició de camí cap a les etapes dolomítiques finals. Sortint de Valloire (França) el recorregut comença amb el descens del coll del Télégraphe cap a Saint-Michel-de-Maurienne i l'ascensió, en sentit invers a l'etapa anterior, del coll del Mont Cenis (km 65), per tornar a terres italianes. Una vegada baixat el port, durant uns 100 km el terreny és totalment pla i no serà fins a manca de 24 km per al final quan hagin de pujar l'alt d'Andrate, de tercera categoria, amb una mitjana del 8% i rampes que arriben al 13%. El port es corona a manca de 18 km per a l'arribada, a Ivrea.
L'escapada del dia es va formar abans de pujar el Mont Cenis, quan un atac de Wilco Kelderman (Blanco Team) animà a un nombrós grup a afegir-s'hi. Fins a 22 corredors en van acabar formant part, els quals disposaven de prop de tres minuts al cim del port. La diferència anà creixent durant el descens i els posteriors quilòmetres plans. Amb un Astana Qazaqstan Team tranquil, hagueren de ser el Team Katusha i el RadioShack-Leopard els encarregats de reduir les diferències una vegada aquestes havien arribat als cinc minuts, ja que cap dels dos equips tenien representació a l'escapada. En arribar a la primera meta volant, Agliè, la diferència s'havia reduït a la meitat. Entre els escapats es produïren diversos atacs, sent Emanuele Sella (GW Erco Shimano) el primer a obrir una petita diferència, al qual més tard se li uniren Kelderman i Danny Pate (Team Sky), amb una vintena de segons en passar per primera vegada per Ivrea. Durant l'ascensió al darrer port es formà un grupet de cinc corredors al capdavant de la cursa, però poc després de coronar foren atrapats pel grup de favorits, entre els quals s'havia despenjat el quart classificat de la general, Mauro Santambrogio (Vini Fantini-Selle Italia), que acabaria cedint més de dos minuts en acabar l'etapa. En el descens un grupet de tres ciclistes obriren una petita diferència, per disputar-se la victòria a l'esprint. El més ràpido fou Beñat Intxausti (Movistar Team), per davant de Tanel Kangert (Astana Qazaqstan Team) i Przemysław Niemiec (Lampre-Merida). Intxausti dedicà la victòria a Xavi Tondo, mort el 23 de maig de 2011, en el que era la seva primera victòria en una gran volta.
|    | Ciclista                   | Equip                 | Temps      |
| -- | -------------------------- | --------------------- | ---------- |
| 1  | Beñat Intxausti (ESP)      | Movistar Team         | 5h 52' 48" |
| 2  | Tanel Kangert (EST)        | Astana Qazaqstan Team | m. t.      |
| 3  | Przemysław Niemiec (POL)   | Lampre-Merida         | m. t.      |
| 4  | Ramūnas Navardauskas (LTU) | Garmin-Sharp          | + 14"      |
| 5  | Cadel Evans (AUS)          | BMC Racing Team       | + 14"      |
| 6  | Franco Pellizotti (ITA)    | GW Erco Shimano       | + 14"      |
| 7  | Michele Scarponi (ITA)     | Lampre-Merida         | + 14"      |
| 8  | Rafał Majka (POL)          | Team Saxo-Tinkoff     | + 14"      |
| 9  | José Herrada (ESP)         | Movistar Team         | + 14"      |
| 10 | Carlos Betancur (COL)      | AG2R La Mondiale      | + 14"      |

|    | Ciclista                 | Equip                     | Temps       |
| -- | ------------------------ | ------------------------- | ----------- |
| 1  | Vincenzo Nibali (ITA)    | Astana Qazaqstan Team     | 67h 55' 36" |
| 2  | Cadel Evans (AUS)        | BMC Racing Team           | + 1' 26"    |
| 3  | Rigoberto Urán (COL)     | Team Sky                  | + 2' 46"    |
| 4  | Michele Scarponi (ITA)   | Lampre-Merida             | + 3' 53"    |
| 5  | Przemysław Niemiec (POL) | Lampre-Merida             | + 4' 13"    |
| 6  | Mauro Santambrogio (ITA) | Vini Fantini-Selle Italia | + 4' 57"    |
| 7  | Carlos Betancur (COL)    | AG2R La Mondiale          | + 5' 15"    |
| 8  | Rafał Majka (POL)        | Team Saxo-Tinkoff         | + 5' 20"    |
| 9  | Beñat Intxausti (ESP)    | Movistar Team             | + 5' 47"    |
| 10 | Robert Gesink (NED)      | Blanco Team               | + 7' 24"    |

### Etapa 17
22 de maig de 2013 — Caravaggio - Vicenza, 214 km
Etapa de transició, bàsicament plana entre Caravaggio, a la Llombardia, i Vicenza, amb excepció d'un port de quarta categoria de 5,3 km al 6,8% i rampes que arriben al 12%, que està situat a 16 km per a l'arribada. Just abans de l'ascensió es passa pels dos esprints del dia, a San Bonifacio i Orgiano.
En els primers quilòmetres es forma una escapada integrada per Luke Durbridge (Orica-GreenEDGE), Maksim Belkov (Team Katusha), Gert Dockx (Lotto-Belisol) i Miguel Ángel Rubiano (GW Erco Shimano). que aconsegueix fins a cinc minuts a mitja etapa, per anar-se reduint a partir d'aleshores. Els equips dels esprintadors foren els encarregats de reduir les diferències. Belkov fou el primer a despenjar-se dels escapats a manca d'uns 30 km per a l'arribada, mentre els altres tres mantenien un avantatge de cosa d'un minut als peus de la cota de Crosara. En l'ascensió Cavendish i d'altres esprintadors van tenir problemes per seguir el ritme capdavanter, quedant despenjats de la lluita per la victòria d'etapa. Per davant els tres escapats veien reduïda la diferència, alhora que el Vini Fantini-Selle Italia atacava amb Alessandro Proni i Danilo Di Luca. Poc després era Giovanni Visconti (Movistar Team) el que atacava, per passar en primera posició pel port i llençar-se en un tècnic descens a la recerca de la victòria d'etapa, la qual aconseguí amb 19 segons sobre Ramūnas Navardauskas (Garmin-Sharp), que donà temps al gran grup. Aquesta era la seva segona victòria d'etapa de la present edició i tercera consecutiva del Movistar Team.
|    | Ciclista                   | Equip                     | Temps      |
| -- | -------------------------- | ------------------------- | ---------- |
| 1  | Giovanni Visconti (ITA)    | Movistar Team             | 5h 15' 34" |
| 2  | Ramūnas Navardauskas (LTU) | Garmin-Sharp              | + 19"      |
| 3  | Luka Mezgec (SLO)          | Argos-Shimano             | + 19"      |
| 4  | Filippo Pozzato (ITA)      | Lampre-Merida             | + 19"      |
| 5  | Danilo Hondo (GER)         | RadioShack-Leopard        | + 19"      |
| 6  | Salvatore Puccio (ITA)     | Team Sky                  | + 19"      |
| 7  | Sacha Modolo (ITA)         | Bardiani Valvole-CSF Inox | + 19"      |
| 8  | Fabio Felline (ITA)        | GW Erco Shimano           | + 19"      |
| 9  | Francisco Ventoso (ESP)    | Movistar Team             | + 19"      |
| 10 | Cadel Evans (AUS)          | BMC Racing Team           | + 19"      |

|    | Ciclista                 | Equip                     | Temps       |
| -- | ------------------------ | ------------------------- | ----------- |
| 1  | Vincenzo Nibali (ITA)    | Astana Qazaqstan Team     | 73h 11' 29" |
| 2  | Cadel Evans (AUS)        | BMC Racing Team           | + 1' 26"    |
| 3  | Rigoberto Urán (COL)     | Team Sky                  | + 2' 46"    |
| 4  | Michele Scarponi (ITA)   | Lampre-Merida             | + 3' 53"    |
| 5  | Przemysław Niemiec (POL) | Lampre-Merida             | + 4' 13"    |
| 6  | Mauro Santambrogio (ITA) | Vini Fantini-Selle Italia | + 4' 57"    |
| 7  | Carlos Betancur (COL)    | AG2R La Mondiale          | + 5' 15"    |
| 8  | Rafał Majka (POL)        | Team Saxo-Tinkoff         | + 5' 20"    |
| 9  | Beñat Intxausti (ESP)    | Movistar Team             | + 5' 47"    |
| 10 | Robert Gesink (NED)      | Blanco Team               | + 7' 24"    |

### Etapa 18
23 de maig de 2013 — Mori - Polsa, 20,6 km, contrarellotge individual (CRI)
La segona de les dues contrarellotges individuals és una cronoescalada de 20,6 km. La sortida es fa al velòdrom de Mori i els primers quilòmetres consisteixen en un fals pla, abans d'iniciar l'ascensió cap al punt intermedi de temps a Brentonico. Tot seguit un seguint de tobogans, sempre ascendents, porten els ciclistes a l'ascensió pròpiament dita fins a Polsa, amb un desnivell mitjà del 6,6% durant 6,5 km i rampes que arriben al 10% en algun punt. Com en totes les contrarellotges l'ordre de sortida és l'invers a la classificació general.
Rafael Andriato (Vini Fantini-Selle Italia), darrer classificat a més de tres hores de Vincenzo Nibali (Astana Qazaqstan Team) fou el primer a prendre la sortida, però el primer a acabar l'etapa fou Miguel Mínguez (Euskaltel–Euskadi), amb un temps de 48' 55". Mínguez es mantingué al davant durant un quart d'hora, fins a l'arribada de Steve Cummings (BMC Racing Team), amb un temps de 47' 08". Eros Capecchi (Movistar Team)fou el primer a baixar dels 47 minuts, abans que Dario Cataldo (Team Sky) millorés el temps i el deixés en 46' 10". Stef Clement (Blanco Team) fou el següent en millorar el temps, en ser cinc segons més ràpid que Cataldo.
Damiano Caruso (Cannondale) trencà la barrera dels 46 i fou el següent en liderar la cursa, al mateix temps que el temps empitjorava i començava a ploure a la línia d'arribada, després que durant bona part de l'etapa lluïs un bon sol. El temps de Caruso fou superat per Samuel Sánchez (Euskaltel–Euskadi), que l'acabà en 45' 27", el qual es mantingué al capdavant de la classificació fins a l'arribada de Nibali, que amb un temps de 44' 29", millorà en 58" segons el temps de Sánchez, alhora que deixava sentenciat el Giro en treure més de dos minuts i mig al segon classificat a la general, l'australià Cadel Evans (BMC Racing Team).
|    | Ciclista               | Equip                     | Temps    |
| -- | ---------------------- | ------------------------- | -------- |
| 1  | Vincenzo Nibali (ITA)  | Astana Qazaqstan Team     | 44' 29"  |
| 2  | Samuel Sánchez (ESP)   | Euskaltel–Euskadi         | + 58"    |
| 3  | Damiano Caruso (ITA)   | Cannondale                | + 1' 20" |
| 4  | Michele Scarponi (ITA) | Lampre-Merida             | + 1' 21" |
| 5  | Rafał Majka (POL)      | Team Saxo-Tinkoff         | + 1' 25" |
| 6  | Rigoberto Urán (COL)   | Team Sky                  | + 1' 26" |
| 7  | Carlos Betancur (COL)  | AG2R La Mondiale          | + 1' 32" |
| 8  | Stef Clement (NED)     | Blanco Team               | + 1' 36" |
| 9  | Dario Cataldo (ITA)    | Team Sky                  | + 1' 41" |
| 10 | Danilo Di Luca (ITA)   | Vini Fantini-Selle Italia | + 1' 52" |

|    | Ciclista                 | Equip                     | Temps       |
| -- | ------------------------ | ------------------------- | ----------- |
| 1  | Vincenzo Nibali (ITA)    | Astana Qazaqstan Team     | 73h 55' 58" |
| 2  | Cadel Evans (AUS)        | BMC Racing Team           | + 4' 02"    |
| 3  | Rigoberto Urán (COL)     | Team Sky                  | + 4' 12"    |
| 4  | Michele Scarponi (ITA)   | Lampre-Merida             | + 5' 14"    |
| 5  | Przemysław Niemiec (POL) | Lampre-Merida             | + 6' 09"    |
| 6  | Rafał Majka (POL)        | Team Saxo-Tinkoff         | + 6' 45"    |
| 7  | Carlos Betancur (COL)    | AG2R La Mondiale          | + 6' 47"    |
| 8  | Mauro Santambrogio (ITA) | Vini Fantini-Selle Italia | + 7' 30"    |
| 9  | Beñat Intxausti (ESP)    | Movistar Team             | + 8' 36"    |
| 10 | Samuel Sánchez (ESP)     | Euskaltel–Euskadi         | + 9' 34"    |

### Etapa 19
24 de maig de 2013 — Ponte di Legno - Val Martello-Martelltal, 160 km
La dinovena etapa havia de ser l'etapa reina del Giro d'Itàlia del 2013, amb un recorregut de 139 km entre Ponte di Legno i Val Martello-Martelltal. Amb tot, l'etapa es va veure afectada per les males condicions meteorològiques i els organitzadors es van veure obligats a modificar el recorregut de l'etapa, suprimint l'ascensió als dos principals ports del dia, el pas del Gavia i el pas de l'Stelvio, Cima Coppi de la cursa, el dia abans. Amb la modificació foren afegits 21 km a l'etapa i s'incorporaren dos nous ports, el pas del Tonale, de segona categoria (8,3 km al 7,5%), només de sortida i el port de primera del Hofmahdjoch (8,4 km al 9,5%) a mitja etapa. Finalment l'empitjorament de les condicions meteorològiques durant la nit van fer impracticable i recorregut i l'organització va acabar suprimint tota l'etapa, una cosa que no succeïa al Giro des del 1989, quan s'hagué de suspendre la 18a etapa. Els ciclistes i els equips van donar suport a la decisió presa. Posteriorment, durant el dia, es va fer públic que Danilo Di Luca (Vini Fantini-Selle Italia) havia donat positiu per EPO en un control antidopatge fet pocs dies abans de començar el Giro.
Classificació general després de la 19a etapa
|    | Ciclista                 | Equip                     | Temps       |
| -- | ------------------------ | ------------------------- | ----------- |
| 1  | Vincenzo Nibali (ITA)    | Astana Qazaqstan Team     | 73h 55' 58" |
| 2  | Cadel Evans (AUS)        | BMC Racing Team           | + 4' 02"    |
| 3  | Rigoberto Urán (COL)     | Team Sky                  | + 4' 12"    |
| 4  | Michele Scarponi (ITA)   | Lampre-Merida             | + 5' 14"    |
| 5  | Przemysław Niemiec (POL) | Lampre-Merida             | + 6' 09"    |
| 6  | Rafał Majka (POL)        | Team Saxo-Tinkoff         | + 6' 45"    |
| 7  | Carlos Betancur (COL)    | AG2R La Mondiale          | + 6' 47"    |
| 8  | Mauro Santambrogio (ITA) | Vini Fantini-Selle Italia | + 7' 30"    |
| 9  | Beñat Intxausti (ESP)    | Movistar Team             | + 8' 36"    |
| 10 | Samuel Sánchez (ESP)     | Euskaltel–Euskadi         | + 9' 34"    |

### Etapa 20
25 de maig de 2013 — Silandro–Schlanders - Tre Cime di Lavaredo, 210 km
Com moltes de les etapes de la segona part del Giro, la penúltima etapa de la cursa hagué de modificar el recorregut per culpa de les males condicions meteorològiques i el perill que comportava el descens dels ports previstos. Així, el recorregut inicial de 203 km fou allargat fins als 210 km, alhora que les tres primeres ascensions eren eliminades del recorregut final, el Karerpass i pas de San Pellegrino, de segona categoria i el pas Giau de primera, Amb la supressió del pas pel pas de l'Stelvio
el dia anterior, els Tre Cime di Lavaredo passaven a ser la Cima Coppi de la cursa. El pas Tre Croci fou la primera de les ascensions previstes (8 km al 7,2%), abans de la curta, però exigent ascensió fins als Tre Cime di Lavaredo (4 km a l'11% i rampes que arriben al 18%).
L'escapada del dia es va formar al km 25 d'etapa, amb un grup format per Adam Hansen (Lotto-Belisol), Pàvel Brut (Team Katusha), Iaroslav Popòvitx (RadioShack-Leopard) i Giairo Ermeti (GW Erco Shimano), els quals aconseguiren més de vuit minuts d'avantatge, abans l'Euskaltel–Euskadi, el Cannondale i el Colombia no es posessin al capdavant del gran grup a reduir les diferències. En sortir de Cortina d'Ampezzo la diferència s'havia reduït als tres minuts, moment en què Popòvitx atacà als seus companys. Brut i Hansen aguantaren el ritme i posteriorment Brut marxà en solitari, aconseguint ràpidament un minut sobre l'immediat perseguidor. Entre el gran grup el primer a moure's fou Pieter Weening (Orica-GreenEDGE), seguit de prop pel líder de la classificació de la muntanya, Stefano Pirazzi (Bardiani Valvole-CSF Inox) i Darwin Atapuma (Colombia). Al pas pel cim del pas Tre Croci Brut mantenia un mig minut sobre Weening i 50 sobre el grup principal. A partir d'aquest punt la neu va fer acte de presència, sent capturat Brut a manca de 9 km per un grup format per Weening, Pirazzi, Gianluca Brambilla (Omega Pharma-Quick Step) i Eros Capecchi (Movistar Team). Capecchi va llançar un atac en solitari, però per darrere el líder, Vincenzo Nibali (Astana Qazaqstan Team) imprimia un fort ritme que sols podia ser seguit, en un primer moment, per Rigoberto Urán (Team Sky) i Carlos Betancur (AG2R La Mondiale). Poc després marxava en solitari per guanyar la seva segona victòria d'etapa consecutiva sota una intensa nevada. Fabio Duarte (Colombia) arribà segon a 17 segons, seguit per Urán i Betancur. En la classificació general Nibali va ampliar el seu avantatge a 4' 43"sobre Urán, que superà a Cadel Evans (BMC Racing Team) en la general, mentre Betancur recuperava el mallot dels joves en detriment de Rafał Majka (Team Saxo-Tinkoff).
|    | Ciclista                 | Equip                 | Temps      |
| -- | ------------------------ | --------------------- | ---------- |
| 1  | Vincenzo Nibali (ITA)    | Astana Qazaqstan Team | 5h 27' 41" |
| 2  | Fabio Duarte (COL)       | Colombia              | + 17"      |
| 3  | Rigoberto Urán (COL)     | Team Sky              | + 19"      |
| 4  | Carlos Betancur (COL)    | AG2R La Mondiale      | + 21"      |
| 5  | Fabio Aru (ITA)          | Astana Qazaqstan Team | + 44"      |
| 6  | Franco Pellizotti (ITA)  | GW Erco Shimano       | + 48"      |
| 7  | Domenico Pozzovivo (ITA) | AG2R La Mondiale      | + 54"      |
| 8  | Damiano Caruso (ITA)     | Cannondale            | + 58"      |
| 9  | Darwin Atapuma (COL)     | Colombia              | + 1' 00"   |
| 10 | Rafał Majka (POL)        | Team Saxo-Tinkoff     | + 1' 04"   |

|    | Ciclista                 | Equip                     | Temps       |
| -- | ------------------------ | ------------------------- | ----------- |
| 1  | Vincenzo Nibali (ITA)    | Astana Qazaqstan Team     | 79h 23' 19" |
| 2  | Rigoberto Urán (COL)     | Team Sky                  | + 4' 43"    |
| 3  | Cadel Evans (AUS)        | BMC Racing Team           | + 5' 52"    |
| 4  | Michele Scarponi (ITA)   | Lampre-Merida             | + 6' 48"    |
| 5  | Carlos Betancur (COL)    | AG2R La Mondiale          | + 7' 28"    |
| 6  | Przemysław Niemiec (POL) | Lampre-Merida             | + 7' 43"    |
| 7  | Rafał Majka (POL)        | Team Saxo-Tinkoff         | + 8' 09"    |
| 8  | Beñat Intxausti (ESP)    | Movistar Team             | + 10' 26"   |
| 9  | Mauro Santambrogio (ITA) | Vini Fantini-Selle Italia | + 10' 32"   |
| 10 | Domenico Pozzovivo (ITA) | AG2R La Mondiale          | + 10' 59"   |

### Etapa 21
26 de maig de 2013 — Riese Pio X - Brèscia, 197 km
|    | Ciclista                | Equip                     | Temps      |
| -- | ----------------------- | ------------------------- | ---------- |
| 1  | Mark Cavendish (GBR)    | Omega Pharma-Quick Step   | 5h 30' 09" |
| 2  | Sacha Modolo (ITA)      | Bardiani Valvole-CSF Inox | m. t.      |
| 3  | Elia Viviani (ITA)      | Cannondale                | m. t.      |
| 4  | Giacomo Nizzolo (ITA)   | RadioShack-Leopard        | m. t.      |
| 5  | Luka Mezgec (SLO)       | Argos-Shimano             | m. t.      |
| 6  | Roberto Ferrari (ITA)   | Lampre-Merida             | m. t.      |
| 7  | Kenny Dehaes (BEL)      | Lotto-Belisol             | m. t.      |
| 8  | Manuel Belletti (ITA)   | AG2R La Mondiale          | m. t.      |
| 9  | Giovanni Visconti (ITA) | Movistar Team             | m. t.      |
| 10 | Luca Paolini (ITA)      | Team Katusha              | m. t.      |

|    | Ciclista                 | Equip                     | Temps       |
| -- | ------------------------ | ------------------------- | ----------- |
| 1  | Vincenzo Nibali (ITA)    | Astana Qazaqstan Team     | 84h 53' 28" |
| 2  | Rigoberto Urán (COL)     | Team Sky                  | + 4' 43"    |
| 3  | Cadel Evans (AUS)        | BMC Racing Team           | + 5' 52"    |
| 4  | Michele Scarponi (ITA)   | Lampre-Merida             | + 6' 48"    |
| 5  | Carlos Betancur (COL)    | AG2R La Mondiale          | + 7' 28"    |
| 6  | Przemysław Niemiec (POL) | Lampre-Merida             | + 7' 43"    |
| 7  | Rafał Majka (POL)        | Team Saxo-Tinkoff         | + 8' 09"    |
| 8  | Beñat Intxausti (ESP)    | Movistar Team             | + 10' 26"   |
| 9  | Mauro Santambrogio (ITA) | Vini Fantini-Selle Italia | + 10' 32"   |
| 10 | Domenico Pozzovivo (ITA) | AG2R La Mondiale          | + 10' 59"   |

## Classificacions finals

### Classificació general
|    | Ciclista                 | Equip                     | Temps       |
| -- | ------------------------ | ------------------------- | ----------- |
| 1  | Vincenzo Nibali (ITA)    | Astana Qazaqstan Team     | 84h 53' 28" |
| 2  | Rigoberto Urán (COL)     | Team Sky                  | + 4' 43"    |
| 3  | Cadel Evans (AUS)        | BMC Racing Team           | + 5' 52"    |
| 4  | Michele Scarponi (ITA)   | Lampre-Merida             | + 6' 48"    |
| 5  | Carlos Betancur (COL)    | AG2R La Mondiale          | + 7' 28"    |
| 6  | Przemysław Niemiec (POL) | Lampre-Merida             | + 7' 43"    |
| 7  | Rafał Majka (POL)        | Team Saxo-Tinkoff         | + 8' 09"    |
| 8  | Beñat Intxausti (ESP)    | Movistar Team             | + 10' 26"   |
| 9  | Mauro Santambrogio (ITA) | Vini Fantini-Selle Italia | + 10' 32"   |
| 10 | Domenico Pozzovivo (ITA) | AG2R La Mondiale          | + 10' 59"   |

### Classificacions secundàries
|    | Ciclista                   | Equip                     | Punts |
| -- | -------------------------- | ------------------------- | ----- |
| 1  | Mark Cavendish (GBR)       | Omega Pharma-Quick Step   | 158   |
| 2  | Vincenzo Nibali (ITA)      | Astana Qazaqstan Team     | 128   |
| 3  | Cadel Evans (AUS)          | BMC Racing Team           | 111   |
| 4  | Carlos Betancur (COL)      | AG2R La Mondiale          | 108   |
| 5  | Giovanni Visconti (ITA)    | Movistar Team             | 105   |
| 6  | Rigoberto Urán (COL)       | Team Sky                  | 102   |
| 7  | Mauro Santambrogio (ITA)   | Vini Fantini-Selle Italia | 89    |
| 8  | Elia Viviani (ITA)         | Cannondale                | 88    |
| 9  | Giacomo Nizzolo (ITA)      | RadioShack-Leopard        | 75    |
| 10 | Ramūnas Navardauskas (LTU) | Garmin-Sharp              | 65    |

|    | Ciclista                 | Equip                     | Punts |
| -- | ------------------------ | ------------------------- | ----- |
| 1  | Stefano Pirazzi (ITA)    | Bardiani Valvole-CSF Inox | 82    |
| 2  | Giovanni Visconti (ITA)  | Movistar Team             | 45    |
| 3  | Vincenzo Nibali (ITA)    | Astana Qazaqstan Team     | 45    |
| 4  | Jackson Rodríguez (VEN)  | GW Erco Shimano           | 41    |
| 5  | Carlos Betancur (COL)    | AG2R La Mondiale          | 37    |
| 6  | Robinson Chalapud (COL)  | Colombia                  | 31    |
| 7  | Rigoberto Urán (COL)     | Team Sky                  | 26    |
| 8  | Mauro Santambrogio (ITA) | Vini Fantini-Selle Italia | 18    |
| 9  | Fabio Duarte (COL)       | Colombia                  | 17    |
| 10 | Pieter Weening (NED)     | Orica-GreenEDGE           | 14    |

|    | Ciclista                         | Equip                     | Temps        |
| -- | -------------------------------- | ------------------------- | ------------ |
| 1  | Carlos Betancur (COL)            | AG2R La Mondiale          | 85h 00' 56″  |
| 2  | Rafał Majka (POL)                | Team Saxo-Tinkoff         | + 41″        |
| 3  | Wilco Kelderman (NED)            | Blanco Team               | + 12' 50″    |
| 4  | Darwin Atapuma (COL)             | Colombia                  | + 21' 28″    |
| 5  | Diego Rosa (ITA)                 | GW Erco Shimano           | + 32' 55″    |
| 6  | Fabio Aru (ITA)                  | Astana Qazaqstan Team     | + 1h 17' 25″ |
| 7  | Fabio Felline (ITA)              | GW Erco Shimano           | + 1h 23' 31″ |
| 8  | Jarlinson Pantano (COL)          | Colombia                  | + 1h 28' 09″ |
| 9  | Thomas Damuseau (FRA)            | Argos-Shimano             | + 1h 35' 26″ |
| 10 | Francesco Manuel Bongiorno (ITA) | Bardiani Valvole-CSF Inox | + 2h 04' 36″ |

| Pos. | Equip                 | Temps        |
| ---- | --------------------- | ------------ |
| 1    | Team Sky              | 254h 34′ 25″ |
| 2    | Astana Qazaqstan Team | + 4' 29″     |
| 3    | Movistar Team         | + 7' 27″     |
| 4    | Lampre-Merida         | + 10' 35″    |
| 5    | Blanco Team           | + 15' 58"    |
| 6    | AG2R La Mondiale      | + 24' 59″    |
| 7    | GW Erco Shimano       | + 39' 16″    |
| 8    | Euskaltel–Euskadi     | + 55' 42″    |
| 9    | BMC Racing Team       | + 1h 03' 24″ |
| 10   | Team Katusha          | + 1h 08' 43″ |

| \| Pos. \| Equip \| Punts \| \| ---- \| ------------------------- \| ----- \| \| 1 \| Movistar Team \| 281 \| \| 2 \| Team Sky \| 276 \| \| 3 \| AG2R La Mondiale \| 273 \| \| 4 \| Lampre-Merida \| 268 \| \| 5 \| Astana Qazaqstan Team \| 265 \| \| 6 \| BMC Racing Team \| 232 \| \| 7 \| Team Katusha \| 196 \| \| 8 \| Vini Fantini-Selle Italia \| 195 \| \| 9 \| RadioShack-Leopard \| 194 \| \| 10 \| Bardiani Valvole-CSF Inox \| 181 \| | - Classificació de les metes volants : Rafael Andriato (23 pts) - Premi de la Combativitat : Mark Cavendish (49 pts) - Classificació Azzurri d'Itàlia: Mark Cavendish (20 pts) - Premi de la Fuga: Rafael Andriato (365 pts) - Premi del Fair-Play: Cannondale - Premi Cima Coppi: Vincenzo Nibali |       |
| Pos. | Equip | Punts |
| 1 | Movistar Team | 281   |
| 2 | Team Sky | 276   |
| 3 | AG2R La Mondiale | 273   |
| 4 | Lampre-Merida | 268   |
| 5 | Astana Qazaqstan Team | 265   |
| 6 | BMC Racing Team | 232   |
| 7 | Team Katusha | 196   |
| 8 | Vini Fantini-Selle Italia | 195   |
| 9 | RadioShack-Leopard | 194   |
| 10 | Bardiani Valvole-CSF Inox | 181   |

### UCI World Tour
El Giro d'Itàlia atorga punts per l'UCI World Tour 2013 sols als ciclistes dels equips de categoria ProTeam.
| Position              | 1r  | 2n  | 3r  | 4t | 5è | 6è | 7è | 8è | 9è | 10è | 11è | 12è | 13è | 14è | 15è | 16è | 17è | 18è | 19è | 20è |
| Classificació general | 170 | 130 | 100 | 90 | 80 | 70 | 60 | 52 | 44 | 38  | 32  | 26  | 22  | 18  | 14  | 10  | 8   | 6   | 4   | 2   |
| Per etapa             | 16  | 8   | 4   | 2  | 1  |    |    |    |    |     |     |     |     |     |     |     |     |     |     |     |

| #  | Ciclista                 | Equip                   | Punts |
| -- | ------------------------ | ----------------------- | ----- |
| 1  | Vincenzo Nibali (ITA)    | Astana Qazaqstan Team   | 216   |
| 2  | Rigoberto Urán (COL)     | Team Sky                | 153   |
| 3  | Cadel Evans (AUS)        | BMC Racing Team         | 111   |
| 4  | Carlos Betancur (COL)    | AG2R La Mondiale        | 110   |
| 5  | Michele Scarponi (ITA)   | Lampre-Merida           | 92    |
| 6  | Mark Cavendish (GBR)     | Omega Pharma-Quick Step | 80    |
| 7  | Przemysław Niemiec (POL) | Lampre-Merida           | 78    |
| 8  | Beñat Intxausti (ESP)    | Movistar Team           | 68    |
| 9  | Rafał Majka (POL)        | Team Saxo-Tinkoff       | 63    |
| 10 | Domenico Pozzovivo (ITA) | AG2R La Mondiale        | 38    |

| Classificació de l'11 al 44 | Classificació de l'11 al 44 | Classificació de l'11 al 44 | Classificació de l'11 al 44 |
| --------------------------- | --------------------------- | --------------------------- | --------------------------- |
| #                           | Ciclista                    | Equip                       | Punts                       |
| 11                          | Samuel Sánchez (ESP)        | Euskaltel–Euskadi           | 37                          |
| 12                          | Giovanni Visconti (ITA)     | Movistar Team               | 36                          |
| 13                          | Tanel Kangert (EST)         | Astana Qazaqstan Team       | 30                          |
| 14                          | Ramūnas Navardauskas (LTU)  | Garmin-Sharp                | 26                          |
| 15                          | Iuri Trofímov (RUS)         | Team Katusha                | 22                          |
| 16                          | Elia Viviani (ITA)          | Cannondale                  | 21                          |
| 17                          | Maksim Belkov (RUS)         | Team Katusha                | 16                          |
| 17                          | John Degenkolb (GER)        | Argos-Shimano               | 16                          |
| 17                          | Alex Dowsett (GBR)          | Movistar Team               | 16                          |
| 17                          | Adam Hansen (AUS)           | Lotto-Belisol               | 16                          |
| 17                          | Luca Paolini (ITA)          | Team Katusha                | 16                          |
| 22                          | Nacer Bouhanni (FRA)        | FDJ                         | 14                          |
| 22                          | Robert Kiserlovski (CRO)    | RadioShack-Leopard          | 14                          |
| 22                          | Giacomo Nizzolo (ITA)       | RadioShack-Leopard          | 14                          |
| 25                          | Luka Mezgec (SLO)           | Argos-Shimano               | 13                          |
| 26                          | Sergio Henao (COL)          | Team Sky                    | 12                          |
| 17                          | Damiano Caruso (ITA)        | Cannondale                  | 9                           |
| 28                          | Wilco Kelderman (NED)       | Blanco Team                 | 8                           |
| 28                          | Daniel Oss (ITA)            | BMC Racing Team             | 8                           |
| 28                          | Ángel Vicioso (ESP)         | Team Katusha                | 8                           |
| 28                          | Bradley Wiggins (GBR)       | Team Sky                    | 8                           |
| 32                          | Matthew Goss (AUS)          | Orica-GreenEDGE             | 5                           |
| 32                          | Paul Martens (GER)          | Blanco Team                 | 5                           |
| 34                          | Ryder Hesjedal (CAN)        | Garmin-Sharp                | 4                           |
| 35                          | Brett Lancaster (AUS)       | Orica-GreenEDGE             | 3                           |
| 36                          | Tobias Ludvigsson (SWE)     | Argos-Shimano               | 2                           |
| 36                          | Francis Mourey (FRA)        | FDJ                         | 2                           |
| 36                          | Filippo Pozzato (ITA)       | Lampre-Merida               | 2                           |
| 36                          | Salvatore Puccio (ITA)      | Team Sky                    | 2                           |
| 40                          | Fabio Aru (ITA)             | Astana Qazaqstan Team       | 1                           |
| 40                          | Stef Clement (NED)          | Blanco Team                 | 1                           |
| 40                          | Danilo Hondo (GER)          | RadioShack-Leopard          | 1                           |
| 40                          | Arnold Jeannesson (FRA)     | FDJ                         | 1                           |
| 40                          | Matteo Trentin (ITA)        | Omega Pharma-Quick Step     | 1                           |

## Evolució de les classificacions
| Etapa | Vencedor             | Classificació general | Classificació per punts | Classificació de la muntanya | Classificació dels joves | Trofeu Fast Team      | Trofeu Super Team |
| ----- | -------------------- | --------------------- | ----------------------- | ---------------------------- | ------------------------ | --------------------- | ----------------- |
| 1     | Mark Cavendish       | Mark Cavendish        | Mark Cavendish          | Giovanni Visconti            | Elia Viviani             | Orica-GreenEDGE       | Orica-GreenEDGE   |
| 2     | Team Sky             | Salvatore Puccio      | Mark Cavendish          | Giovanni Visconti            | Salvatore Puccio         | Team Sky              | Orica-GreenEDGE   |
| 3     | Luca Paolini         | Luca Paolini          | Luca Paolini            | Willem Wauters               | Fabio Aru                | Team Katusha          | Team Katusha      |
| 4     | Enrico Battaglin     | Luca Paolini          | Luca Paolini            | Giovanni Visconti            | Fabio Aru                | Team Katusha          | Team Katusha      |
| 5     | John Degenkolb       | Luca Paolini          | Luca Paolini            | Giovanni Visconti            | Fabio Aru                | Team Katusha          | Team Katusha      |
| 6     | Mark Cavendish       | Luca Paolini          | Mark Cavendish          | Giovanni Visconti            | Fabio Aru                | Team Katusha          | Team Katusha      |
| 7     | Adam Hansen          | Beñat Intxausti       | Mark Cavendish          | Giovanni Visconti            | Rafał Majka              | Team Katusha          | Team Katusha      |
| 8     | Alex Dowsett         | Vincenzo Nibali       | Mark Cavendish          | Giovanni Visconti            | Wilco Kelderman          | Astana Qazaqstan Team | Orica-GreenEDGE   |
| 9     | Maksim Belkov        | Vincenzo Nibali       | Cadel Evans             | Stefano Pirazzi              | Wilco Kelderman          | Blanco Team           | BMC Racing Team   |
| 10    | Rigoberto Urán       | Vincenzo Nibali       | Cadel Evans             | Stefano Pirazzi              | Rafał Majka              | Team Sky              | Team Sky          |
| 11    | Ramūnas Navardauskas | Vincenzo Nibali       | Cadel Evans             | Stefano Pirazzi              | Rafał Majka              | Team Sky              | Team Sky          |
| 12    | Mark Cavendish       | Vincenzo Nibali       | Mark Cavendish          | Stefano Pirazzi              | Rafał Majka              | Team Sky              | Team Sky          |
| 13    | Mark Cavendish       | Vincenzo Nibali       | Mark Cavendish          | Stefano Pirazzi              | Rafał Majka              | Team Sky              | Team Sky          |
| 14    | Mauro Santambrogio   | Vincenzo Nibali       | Mark Cavendish          | Stefano Pirazzi              | Rafał Majka              | Team Sky              | Team Sky          |
| 15    | Giovanni Visconti    | Vincenzo Nibali       | Mark Cavendish          | Stefano Pirazzi              | Carlos Betancur          | Team Sky              | Team Sky          |
| 16    | Beñat Intxausti      | Vincenzo Nibali       | Mark Cavendish          | Stefano Pirazzi              | Carlos Betancur          | Team Sky              | Movistar Team     |
| 17    | Giovanni Visconti    | Vincenzo Nibali       | Mark Cavendish          | Stefano Pirazzi              | Carlos Betancur          | Team Sky              | Movistar Team     |
| 18    | Vincenzo Nibali      | Vincenzo Nibali       | Mark Cavendish          | Stefano Pirazzi              | Rafał Majka              | Team Sky              | Team Sky          |
| 19    | Etapa cancel·lada    | Vincenzo Nibali       | Mark Cavendish          | Stefano Pirazzi              | Rafał Majka              | Team Sky              | Team Sky          |
| 20    | Vincenzo Nibali      | Vincenzo Nibali       | Vincenzo Nibali         | Stefano Pirazzi              | Carlos Betancur          | Team Sky              | Team Sky          |
| 21    | Mark Cavendish       | Vincenzo Nibali       | Mark Cavendish          | Stefano Pirazzi              | Carlos Betancur          | Team Sky              | Movistar Team     |
| Final | Final                | Vincenzo Nibali       | Mark Cavendish          | Stefano Pirazzi              | Carlos Betancur          | Team Sky              | Movistar Team     |